# Alitalia
Alitalia - Società Aerea Italiana è stata la compagnia aerea di bandiera dell'Italia dal 1946 al 2021. Aveva sede a Fiumicino presso il proprio hub principale, l'aeroporto di Roma-Fiumicino. Il secondo hub era l'aeroporto di Milano Linate.
Fondata nel 1946 come Aerolinee Italiane Internazionali - ALI da British European Airways e Istituto per la ricostruzione industriale, la compagnia iniziò le operazioni il 5 maggio 1947, mutando la propria ragione sociale in Aerolinee Italiane Internazionali - Alitalia. Seguirono decenni di espansione, con l'incorporazione della concorrente Linee Aeree Italiane nel 1957, fino alla decisione che portò alla parziale privatizzazione dell'azienda nei primi anni '90.
A gennaio 2018 la compagnia è stata riconosciuta come la più puntuale al mondo nel periodo selezionato, nonché la più puntuale del mondo nei primi cinque mesi del 2019.
Posta in amministrazione straordinaria sotto l'egida del Ministero dell'economia e delle finanze nel 2017, con l'emanazione del decreto Cura Italia nel 2020 venne prevista la costituzione di una nuova società, ITA Airways, che ha sostituito Alitalia dal 15 ottobre 2021, acquisendone il marchio.
Il 27 settembre 2024 ITA Airways ha dichiarato che da fine 2024 il marchio sarà nuovamente usato come "Inspired by Alitalia". 

## Storia

### Dalla nascita alla fusione con LAI
L'8 giugno 1946 il Ministero della difesa italiano e la compagnia aerea britannica statale British Overseas Airways Corporation (BOAC) giunsero ad un accordo per costituire una nuova società aerea civile operante in Italia ed in altri paesi. Il 16 settembre successivo fu costituita la società per azioni Aerolinee Italiane Internazionali - ALII con un capitale sociale di 900 milioni di lire ripartito per il 60% all'Istituto per la ricostruzione industriale (IRI) e per il 40% a British European Airways (BEA).
Nel 1947 la ragione sociale fu modificata in Aerolinee Italiane Internazionali - Alitalia e la compagnia iniziò le operazioni il 5 maggio dello stesso anno con un volo tra Torino, Roma e Catania operato da un Fiat G.12. Due mesi dopo seguì il primo volo internazionale tra Roma e Oslo con un Savoia-Marchetti S.M.95 mentre nel marzo 1948 fu inaugurato il primo volo intercontinentale, della durata complessiva di 36 ore, tra Milano e Buenos Aires con scali intermedi a Roma, Dakar, Natal, Rio de Janeiro e San Paolo. I primi aeromobili, quattro Fiat G.12 ed un Savoia-Marchetti S.M.95, erano stati prestati dall'Aeronautica Militare.
Nel corso degli anni Cinquanta vengono introdotte le prime assistenti di volo, con divise disegnate dalla casa di moda Sorelle Fontana, ed entrano nella flotta quattro quadrimotori Douglas DC-4. Sua principale concorrente era Linee Aeree Italiane (LAI), controllata sempre da IRI e dalla compagnia aerea statunitense Transcontinental & Western Air (TWA), che a differenza di Alitalia poteva contare sul supporto del socio statunitense. Nel 1957 LAI fu messa in liquidazione e a partire dal 1º novembre dello stesso anno Alitalia è subentrata sia nella gestione del traffico aereo sia nella proprietà di impianti, mezzi e dipendenti precedentemente controllati dalla LAI, assumendo la denominazione di Alitalia - Linee Aeree Italiane. L'Alitalia, dopo l'assorbimento della LAI, contava circa 3000 dipendenti e una flotta di 37 aerei; contestualmente fu acquistato un immobile a Roma, nel quartiere Pinciano, per ospitare gli uffici e la sede principale mentre l'hub della compagnia fu posto presso l'aeroporto di Roma-Ciampino. Il capitale sociale era quindi ripartito: 88,77% allo Stato italiano (di cui 6,07% dal Ministero delle partecipazioni statali e 82,7% dall'IRI), 6,75% a società private britanniche (4,5% a British European Airways e 2,25% a British Overseas Airways Corporation) e 4,48% a società private italiane (3,5% a FIAT, 0,61% a Società Italiana per le Strade Ferrate Meridionali, 0,19% a Società Italiana Ernesto Breda, 0,06% a Società Nazionale Trasporti Fratelli Gondrand, 0,05% a Fiumeter, 0,05% a Le Assicurazioni d'Italia e 0,02% a SIAI-Marchetti).

### Dal 1960 al 2000

Il check-in di Alitalia negli Anni sessanta del XX secolo.

Nel 1960, Alitalia diventa sponsor ufficiale dei Giochi della XVII Olimpiade di Roma. Nello stesso anno, vengono introdotti i primi aerei a reazione, mentre l'anno successivo segna l'apertura dell'Aeroporto di Roma-Fiumicino, nel quale la compagnia posizionerà il suo hub principale. Dieci anni dopo la compagnia diventa la prima europea ad avere in flotta solo aerei a reazione e, con la consegna del primo Boeing 747-100 la compagnia adotta un nuovo logo, la classica "A" tricolore che verrà riportata su tutte le code degli aerei in quanto parte della nuova livrea simultaneamente adottata.
Negli anni Settanta e Ottanta prosegue lo sviluppo di flotta e network della compagnia con l'introduzione dei Douglas DC-10, dei McDonnell Douglas MD-80 e degli Airbus A300 con l'apertura di rotte da Roma verso l'estremo oriente, come Tokyo.

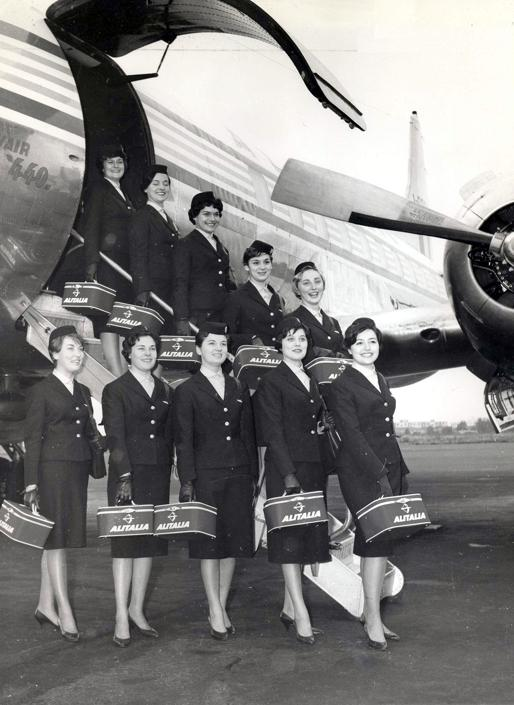
La divisa delle assistenti di volo dei primi anni Sessanta (in foto) fu disegnata dalle Sorelle Fontana

A metà degli anni Novanta venne presa la decisione politica di privatizzare Alitalia: nel 1993 si cominciò a dialogare con Air France, quando questa interruppe le trattative a causa delle proteste sindacali che fecero dimettere l'allora presidente della compagnia di bandiera francese, Bernard Attali. Nel 1997 iniziarono i dialoghi con KLM per una fusione che partì sotto forma di joint-venture integrale nel novembre 1999. L'accordo di fusione prevedeva lo spostamento dell'hub da Roma-Fiumicino a Milano-Malpensa e la conseguente chiusura di tutti i voli dallo scalo di Milano-Linate, eccezion fatta per i voli verso Roma. Il 28 aprile 2000, KLM comunicò ad Alitalia la scelta di interrompere l'alleanza immediatamente in quanto venne bocciata dal consiglio di amministrazione. Fu costretta a pagare una penale da 250 milioni di euro.

### Il XXI secolo: la privatizzazione e l'ingresso di Etihad Airways
A luglio 2001 Alitalia, dopo aver siglato un accordo entra nell'alleanza globale SkyTeam. L'anno successivo inizia la sostituzione dei Boeing 747 con i nuovi Boeing 777-200ER.
Nel 2006 vince la gara per l'acquisto di Volare Airlines, che si aggiunge all'altra controllata della compagnia, Alitalia Express, la divisione regionale. Nello stesso anno, oltre a essere presentato il restyling della livrea, iniziano i tentativi di privatizzazione, che si protrarranno fino al 2007, quando viene accettata in forma esclusiva l'offerta di Air France-KLM. Il gruppo però ritirò l'offerta nel 2008, in quanto Silvio Berlusconi non garantì di accettare l'offerta del gruppo franco-olandese in caso di sua vittoria alle immininenti elezioni politiche.
Intesa Sanpaolo, nel luglio 2008, entrò nella società Resco Uno s.r.l., che a seguito di una ricapitalizzazione di 1,1 miliardi di euro divenne Compagnia Aerea Italiana S.p.A., alla cui presidenza venne nominato Roberto Colaninno. Diverse società italiane entreranno a far parte di C.A.I., che dopo aver acquistato l'ormai prossima alla bancarotta Air One a dicembre 2008, il 12 gennaio 2009 acquista gli assets di Alitalia-LAI, ormai entrata in amministrazione straordinaria. CAI viene quindi ridenominata in Alitalia-Compagnia Aerea Italiana S.p.A., e il giorno dopo inizia le attività di vettore aereo a marchio Alitalia-AirOne; mentre i debiti della LAI rimangono nella vecchia società pubblica, che si trova a tutt'oggi in amministrazione straordinaria a distanza di oltre 10 anni.
Non tutto il personale di terra e di volo ebbe la possibilità di essere assunto con un nuovo contratto nella nuova Alitalia; vi furono infatti cospicui tagli al personale: diverse migliaia di lavoratori rimasero in LAI, e finirono in cassa integrazione. Gli ex dipendenti Air One mantennero invece tutti il posto di lavoro, senza dover essere assunti nuovamente con un altro contratto dalla nuova Alitalia, in quanto la ditta Air One S.p.A. si fuse completamente con CAI l'11 dicembre 2008, che ereditò così anche i dipendenti Air One.
La vecchia flotta di proprietà che la nuova Alitalia acquistò dalla LAI, immatricolata in Italia e costituita principalmente da Boeing 767-300ER per il lungo raggio e McDonnell Douglas MD-80 per il medio raggio, venne gradualmente sostituita con nuovi aerei in leasing da società irlandesi, come la Aircraft Purchase Fleet Limited, società fondata a Dublino l'8 dicembre 2008 dal Gruppo Toto (ex proprietario di Air One fino al 10 dicembre 2008). La nuova Alitalia si è dotata principalmente di Airbus A330-200 per il lungo raggio e Airbus A320-200 per il medio raggio.
Ciò nonostante, in seguito anche all'abbandono dell'hub di Milano-Malpensa, anche i bilanci della nuova Alitalia continuano ad essere in perdita. Nel giro di cinque anni, la compagnia cambia tre amministratori delegati: Rocco Sabelli, Andrea Ragnetti e Gabriele Del Torchio. Nell'ultimo trimestre 2013 si rende necessaria una ricapitalizzazione della società, nella quale Air France non partecipa, diminuendo così, la sua partecipazione in Alitalia. Complessivamente, nel periodo 2009-2014 Alitalia ha avuto bisogno di un apporto di capitale di 1,5 miliardi di EUR e di un’ulteriore sottoscrizione di debiti per 1,2 miliardi di EUR.
A febbraio 2014, dopo che Etihad Airways mostrò interesse in Alitalia, il Presidente del Consiglio Enrico Letta, in visita di Stato nella Penisola Arabica, mediò con il governo di Abu Dhabi per portare avanti le trattative tra le due compagnie. Una successiva ricapitalizzazione a luglio 2014, sotto il neo-insediato governo Renzi, vide l'ingresso in Alitalia di Poste italiane, con un contributo pari a 75 milioni di euro, mossa necessaria per il salvataggio della compagnia.

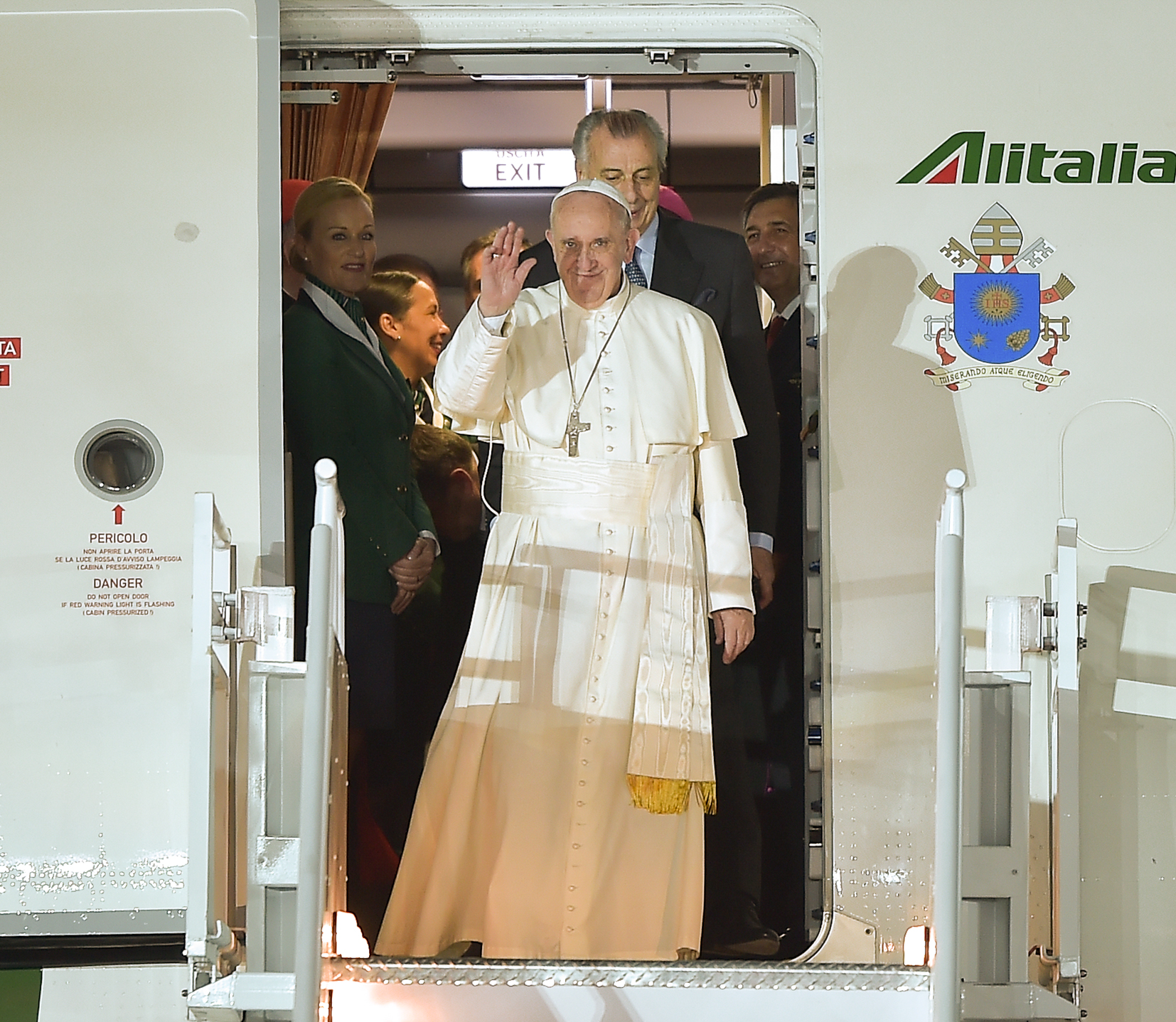
Papa Francesco scende da un aereo Alitalia durante un viaggio apostolico in Messico.

 L'8 agosto 2014, Etihad Airways annuncia che avrebbe acquisito il 49% di Alitalia. Nel novembre successivo arriva il nulla osta dell'Unione europea per il completamento dell'acquisizione, completata ufficialmente in Alitalia il 1º gennaio 2015. L'azienda fu rinominata Alitalia - Società Aerea Italiana, con trasferimento degli asset operativi di Alitalia - CAI, che fu rinominata CAI e divenne proprietaria del 51% della neonata Alitalia - SAI; il restante 49% fu acquistato da Etihad Airways. Il 2% di CAI era detenuto da Poste Italiane, il 10% da Monte dei Paschi di Siena.

### La crisi del 2017 e la cessazione delle attività
Dopo il rinnovo di marchio e livrea avvenuti nel giugno 2015, nel 2017 Alitalia si ritrovò a fronteggiare una nuova crisi finanziaria, rendendo necessari una ricapitalizzazione e un nuovo piano industriale. Il piano di risanamento fu rivisto da due esperti indipendenti, segnatamente Roland Berger e KPMG, sulla base dei dati economici degli esercizi passati e delle previsioni del 2016.
Il piano venne però respinto dai dipendenti attraverso un referendum aziendale. Secondo il ministro dello sviluppo economico Carlo Calenda, la vittoria del "no" fu dovuta al fatto che si fosse diffusa «anche per responsabilità di qualche sindacato che si è mosso in modo poco trasparente, l’idea, sbagliata, che Alitalia possa essere nazionalizzata e che ci siano i contribuenti a saldare i conti». Contemporaneamente attaccò il management della Compagnia: «Questo management, Ball più che Hogan, ha non solo sbagliato il modello di business della compagnia, ma certe volte avuto anche un approccio un po' arrogante, se posso dirlo, che non ha giovato a nessuno nemmeno sull'esito del referendum».
Il 2 maggio seguente l'assemblea dei soci della compagnia aerea approvò quindi l'ingresso in amministrazione straordinaria dell'azienda, decretando quindi l'uscita di Etihad e di tutti i soci di minoranza dalla società.
Preso atto della richiesta di Alitalia, il Ministero dello sviluppo economico erogò un prestito-ponte da 900 milioni di euro e nominò tre commissari straordinari (Luigi Gubitosi, Enrico Laghi e Stefano Paleari) con l'intento di amministrare l'ex compagnia aerea di bandiera fino a quando non vi fosse trovato un acquirente idoneo. Il ministro delle infrastrutture e dei trasporti Graziano Delrio dichiarò che l'iniziativa del governo era mirata «a lavorare su un piano industriale per permettere ad Alitalia di trovare soci capaci di investire e sanare debolezze storiche che non dipendono dalla presenza delle low cost ma [da] strategie sbagliate sul mercato che è continuato a crescere».
Il 1º agosto 2017 i commissari straordinari, autorizzati dal ministro dello sviluppo economico, indissero una procedura di gara per la cessione degli attivi delle società in amministrazione straordinaria (Alitalia e Cityliner) come unità operative, con scadenza al 16 ottobre 2017 per la presentazione delle offerte e al 5 novembre 2017 per la finalizzazione del processo di vendita. Ai fini dell’offerta, la maggioranza delle attività delle società in amministrazione straordinaria del gruppo Alitalia (Alitalia e Cityliner) veniva suddivisa in unità distinte, consistenti in: a) attività aziendali unitariamente considerate («lotto completo» o «lotto unico»); ovvero, alternativamente, b) attività di trasporto aereo («Lotto Aviation»); e c) attività di assistenza a terra («Lotto Handling»).
Il 16 ottobre 2017 alcune società presentarono offerte per una parte dell’attività di Alitalia nell’ambito della procedura di manifestazione di interesse, tra cui Airport Handling, EasyJet e Lufthansa. Airport Handling presentò un’offerta vincolante per i servizi di assistenza a terra di Alitalia, fino a 6,5 milioni di euro, subordinatamente al raggiungimento di alcuni obiettivi. EasyJet presentò un’offerta vincolante per una parte dei servizi di trasporto aereo di Alitalia, esclusi i servizi di manutenzione e riparazione. L’offerta si riferiva soltanto all’attività a breve raggio, mentre per le operazioni relative al lungo raggio, l'acquisizione dipendeva da un non identificato partner del consorzio. L’offerta non vincolante presentata da Lufthansa si riferiva solo a una parte del Lotto Aviation. La procedura di vendita non ebbe seguito.
Con il decreto-legge 18/2020 (c.d. "Cura Italia"), da parte del governo Conte II fu autorizzata la costituzione della società Italia Trasporto Aereo (detta "ITA"), interamente partecipata dallo stato; il 29 giugno 2020 viene annunciata la nomina di Francesco Caio alla carica di presidente e Fabio Lazzerini alla carica di amministratore delegato.
Alitalia, destinata a cessare le attività, ha sospeso la vendita di propri titoli di viaggio dal 25 agosto 2021; i passeggeri già in possesso di un biglietto con validità successiva al 15 ottobre sono stati dirottati su altri voli oppure rimborsati.
Il 14 ottobre 2021, ITA Airways ha acquisito il marchio di Alitalia e il dominio www.alitalia.com per 90 milioni di euro. La nuova compagnia di bandiera ha iniziato le proprie attività di trasporto viaggiatori dal 15 ottobre 2021, integrando gran parte dei beni e del personale di Alitalia. Il personale non assorbito da ITA Airways, pari a 2895 risorse umane, è rimasto in cassa integrazione all'interno della società Alitalia in amministrazione straordinaria. Per 2723 di loro sono iniziate a dicembre 2023 le procedure di licenziamento collettivo: i 172 rimasti gestiranno la fase finale di liquidazione dell'azienda.

## Struttura aziendale

### Operazioni
Alitalia è stata la maggiore compagnia aerea italiana, in termini di flotta, voli internazionali, destinazioni e passeggeri trasportati. La compagnia ha trasportato nel 2017 circa 21,7 milioni di passeggeri. Alitalia deteneva il certificato di operatore aereo rilasciato dall'Ente nazionale per l'aviazione civile, che rispettava le normative europee JAR-OPS, ovvero che autorizzavano la compagnia ad operare con aeromobili aventi più di 19 posti a sedere.
La sede della compagnia era situata a Fiumicino, città metropolitana di Roma Capitale, nei pressi dell'omonimo aeroporto. In precedenza, la sede Alitalia fu situata nell'attuale Palazzo Inail all'EUR di Roma, allora Torre Alitalia, e successivamente alla Magliana, sempre a Roma.

### Azionisti
Alitalia, nata come società dell'azienda statale IRI, passò sotto il diretto controllo del Ministero dell'economia e delle finanze nel 2002, quando venne liquidata l'IRI.
Venne privatizzata nel 2009, quando la compagnia pubblica fu messa in amministrazione straordinaria mantenendo i debiti; gli assets operativi e il certificato di operatore aereo vennero invece acquistati da C.A.I., partecipata da una cordata di imprenditori italiani e Air France-KLM, che avevano in origine rispettivamente una quota del 75 e 25%. Nel 2014, a seguito ad una mancata ricapitalizzazione da parte del gruppo franco-olandese, si rese necessario l'intervento di Poste italiane, che acquistò il 15% delle azioni della compagnia.
Il 1º gennaio 2015, per consentire l'entrata di Etihad Airways tra gli azionisti della compagnia di bandiera, fu creata l'Alitalia-Società Aerea Italiana S.p.A., a cui Alitalia-CAI trasferì gli assets operativi e il certificato di operatore aereo. Alitalia-CAI divenne così la holding CAI-Compagnia Aerea Italiana S.p.A., partecipante al 51% di Alitalia-SAI tramite la controllata al 100% MidCo S.p.A.
Il 49% di Alitalia-SAI è stato percepito da Etihad Airways dal 1º gennaio 2015 fino al 2 maggio 2017, data in cui anche la società privatizzata è entrata in amministrazione straordinaria.

### Società controllate
La prima compagnia aerea controllata da Alitalia fu l'Aero Trasporti Italiani che, fondata nel 1964, venne basata a Napoli per sviluppare il trasporto aereo regionale nel sud Italia. Nel 1981 Alitalia rileva Itavia, costituendo dalle ceneri di quest'ultima, Aermediterranea il 20 giugno 1981, come compagnia aerea charter. Solo quattro anni più tardi, nel 1985, Aermediterranea verrà chiusa e integrata in ATI.
Dopo anni di assenza nel settore charter, nel 1989 Alitalia partecipò, con una quota del 45%, alla fondazione di Eurofly, che, nel 2000, diventò compagnia charter ufficiale di Alitalia. A causa di problemi economici che portarono ad un'urgente ricapitalizzazione, però, venne ceduta nel 2003 ad una società lussemburghese.
Nel 1996, dopo la chiusura della controllata regionale ATI avvenuta nel 1994, e l'acquisto della compagnia regionale Avianova, Alitalia separa la parte operativa in due società: Alitalia Team, che gestisce le operazioni di medio-lungo raggio a prezzi operativi ridotti, e Alitalia Express, nuova controllata regionale della compagnia che iniziò le operazioni nel 1997.
Nel 2006, Alitalia si aggiudica all'asta il Gruppo Volare, che comprendeva le compagnie Volare Airlines e Air Europe. La prima, con il marchio Volareweb, divenne la divisione a basso costo di Alitalia, mentre la seconda rimase focalizzata sui voli charter. Volare finì in amministrazione straordinaria nel 2008, insieme all'Alitalia-LAI, Alitalia Express, Alitalia Servizi e Alitalia Airport.
Nel gennaio 2009 C.A.I., dopo aver acquistato Air One salvandola dalla bancarotta qualche mese prima, acquistò anche gli assets della compagnia di bandiera, Alitalia-LAI, ormai in amministrazione straordinaria. C.A.I. divenne così la nuova Alitalia, e Air One divenne la sua divisione a basso costo. Ereditando da Air One anche la compagnia aerea regionale Air One CityLiner, la nuova Alitalia decise di creare nel 2011 Alitalia CityLiner, ampliandone la flotta ordinando 20 aerei Embraer.
Alitalia-CAI nel 2009 non si limitò ad acquistare gli assets di Alitalia-LAI in amministrazione straordinaria, ma acquistò anche quelli di Alitalia Express e Volare. Anche qui le vecchie società in amministrazione straordinaria rimasero di proprietà pubblica; mentre Alitalia-CAI fondò due nuove società per azioni, CAI First e CAI Second, per poter acquistare gli assets e i certificati di operatore aereo rispettivamente di Alitalia Express e Volare. Queste due società furono utilizzate dalla nuova Alitalia principalmente allo scopo di mantenere alcuni slot presso l'Aeroporto di Milano-Linate.
Air One fu chiusa a fine ottobre 2014, mentre CAI First e CAI Second furono chiuse nel febbraio 2015,, facendo così rimanere Alitalia CityLiner l'unica compagnia aerea controllata da Alitalia.
Alitalia Cargo è il marchio utilizzato da Alitalia per il trasporto merci, che iniziò l'attività cargo nel 1947. Fino al 2009 disponeva di aeromobili dedicati, ma da dopo il fallimento della compagnia pubblica e l'acquisto degli assets da parte di Compagnia Aerea Italiana, i servizi vengono effettuati con aeromobili Alitalia adibiti al trasporto passeggeri.
Prima della privatizzazione, Alitalia era proprietaria di Alitalia Servizi, una controllata che gestiva sia la società di handling aeroportuale Alitalia Airport, sia quelle relative alla manutenzione. Per quanto riguarda la manutenzione dei suoi aeromobili, infatti, Alitalia deteneva prima attraverso Alitalia Servizi, poi direttamente, il 15% di Alitalia Maintenance Systems. Con il decreto ministeriale del 2 maggio 2017 sia Alitalia Servizi che Alitalia Airport sono state poste in amministrazione straordinaria, mentre Alitalia Maintenance Systems si trova in concordato preventivo.
La nuova Alitalia, prima di essere partecipata da Etihad, risultava ancora azionista di Atitech, altra società di manutenzione aeromobili, della quale deteneva il 15% delle quote, acquistate dall'Alitalia-LAI in a.s. Creata dall'ormai defunta Aero Trasporti Italiani, che confluì in Alitalia-LAI qualche decennio fa, Atitech rimane una delle aziende che si occupa della manutenzione degli aeromobili della compagnia.

### Dirigenza

#### Presidenti
- Giuseppe De Michelis (1946 – 1948)
- Nicolò Carandini (1948 – 1968)
- Bruno Velani (1968 – 1974)
- Giorgio Tupini (1974 – 1978)
- Umberto Nordio (1978 – 1988)
- Carlo Verri (1988 – 1989)
- Michele Principe (1990 – 1994)
- Renato Riverso (1994 – 1996)
- Fausto Cereti (1996 – 2003)
- Giuseppe Bonomi (2003 – 2004)
- Giancarlo Cimoli (2004 – 2007)
- Berardino Libonati (2007)
- Maurizio Prato (2007 – 2008)
- Aristide Police (2008)
- Luca Cordero di Montezemolo (2015 – 2017)
- Luigi Gubitosi[79] (2017 – 2018)
- Francesco Caio (2020 – 2021)
- Alfredo Altavilla[79] (2021)

## Destinazioni

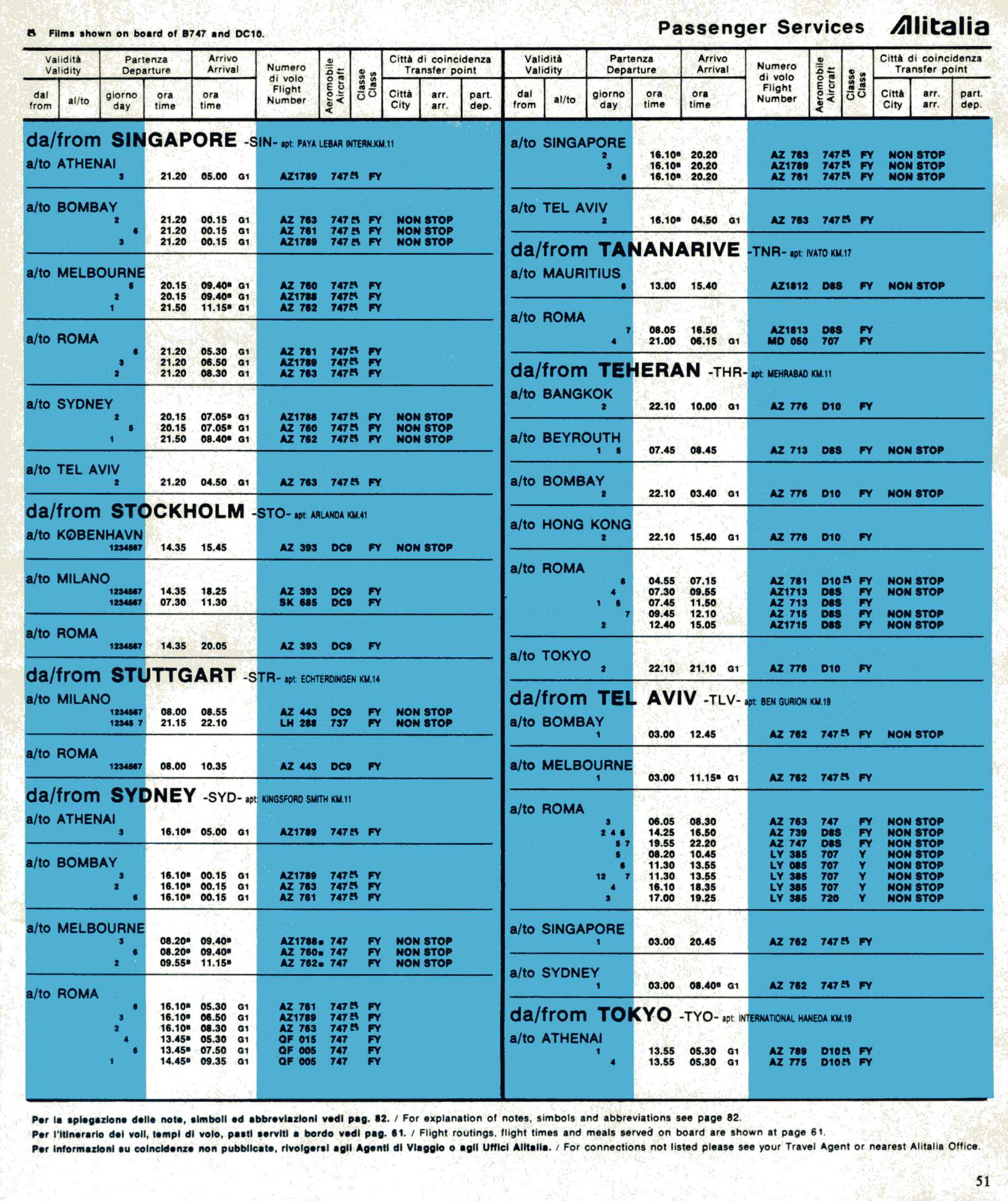
Programmazione oraria dei voli della compagnia, 1978

Alitalia, ad aprile 2019, serviva 109 destinazioni, delle quali 26 in Italia e 83 nel resto del mondo, in particolare in Europa, negli Stati Uniti, in America Latina, Magreb, Medio Oriente, India ed Estremo Oriente, Sudafrica, Mauritius.
Nell'estate 2021, fino alla sua chiusura ed acquisizione, le destinazioni internazionali e intercontinentali servite da Alitalia da Roma erano: Madrid, Barcellona, Malaga, Minorca, Maiorca, Ibiza, Parigi Charles de Gaulle, Nizza, Marsiglia, Amsterdam, Brussels, Londra Heathrow, Francoforte, Monaco, Ginevra, Zurigo, Tirana, Dubrovnik, Spalato, Atene, Corfù, Cefalonia, Zante, Heraklion, Mykonos, Santorini, Skiathos, Rodi, il Cairo, Malta, Tel Aviv, Tunisi, Algeri, New York John F. Kennedy, Pechino, Mosca Sheremetyevo, Kiev Boryspil, Tokyo Narita. Un totale di 38 destinazioni.
Da Linate invece gli aeroporti raggiungibili nei mesi di giugno, luglio e agosto fino alla sua chiusura erano: Minorca, Maiorca, Ibiza, Parigi ORY, Amsterdam, Brussels, Londra LHR e Rodi.
Mentre in Italia, sempre nella stagione estiva, le rotte presenti nel network del vettore tricolore erano: Roma-Torino, Roma-Linate, Roma-Genova, Roma-Verona, Roma-Bologna, Roma-Trieste, Roma-Venezia, Roma-Napoli, Roma-Bari, Roma-Brindisi, Roma-Reggio Calabria, Roma-Lamezia Terme, Roma-Catania, Roma-Palermo, Roma-Comiso, Roma-Pantelleria, Roma-Lampedusa, Roma-Cagliari, Roma-Olbia, Roma-Alghero, Roma - Bolzano, Linate-Roma, Linate-Pescara, Linate-Napoli, Linate-Bari, Linate-Brindisi, Linate-Reggio Calabria, Linate-Lamezia Terme, Linate-Catania, Linate-Comiso, Linate-Palermo, Linate-Lampedusa, Linate-Pantelleria, Linate-Cagliari, Linate-Olbia, Linate-Alghero, Malpensa-Cagliari, Verona-Cagliari, Bologna-Olbia, Pisa-Olbia.
In tempi di COVID-19 Alitalia si era adeguata all'aumento della richiesta del settore cargo, riconfigurando 4 suoi aeromobili (EI-ISA, EI-ISB, EI-ISE e EI-WLA) in versione all cargo. Il network di Alitalia Cargo era: New York JFK, Tokyo NRT, Nuova Delhi, San Paolo GRU e Buenos Aires EZE, oltre a qualche frequenza su Recife e Belo Horizonte.

### Accordi commerciali
Al 2021 Alitalia aveva accordi di codeshare con le seguenti compagnie:
- Aeroflot (ST)
- Aerolíneas Argentinas (ST)[82]
- Air Corsica
- Air Europa (ST)
- Air France (ST)
- Air France Hop
- Air Malta
- Air Serbia
- Air Seychelles
- airBaltic
- All Nippon Airways (SA)[83]
- Azerbaijan Airlines
- Azul Linhas Aéreas[84]
- Bulgaria Air[85]
- Blue Air
- China Airlines (ST)
- China Eastern Airlines (ST)
- China Southern Airlines (OW)
- Croatia Airlines (SA)
- Czech Airlines (ST)
- Delta Air Lines (ST)
- Etihad Airways
- Gol Transportes Aéreos
- Hainan Airlines[86]
- Interjet[87]
- Kenya Airways (ST)[88]
- KLM (ST)
- Korean Air (ST)
- Kuwait Airways
- Luxair (SA)
- Middle East Airlines (ST)
- Montenegro Airlines
- Pegasus Airlines[89]
- Royal Air Maroc (OW)[90]
- Royal Jordanian (OW)[91]
- Saudia (ST)
- SriLankan Airlines (OW)
- TAP Air Portugal (SA)
- TAROM (ST)
- Uzbekistan Airways[92]
- Vietnam Airlines (ST)
- Virgin Australia
- XiamenAir (ST)[93]

### Alleanze
Dal 13 luglio 2001, la compagnia aerea Italiana decise di entrare a far parte di SkyTeam, Un'alleanza aerea che comprendeva altre 18 compagnie aeree in 7 paesi diversi.

### Joint venture
A gennaio 2009 venne siglata una joint venture con Air France-KLM per i voli tra Italia e Francia e tra Italia e Paesi Bassi, che però, scaduta nel 2017, non venne rinnovata. Il 5 luglio 2010 Alitalia entra a far parte della Joint Venture Transatlantica insieme ad Air France-KLM e Delta Air Lines, che consente la divisione di costi e ricavi nelle rotte operate dai vettori tra l'Europa e il Nord America, tra Amsterdam e l'India e tra il Nord America e Tahiti; questa joint venture, scaduta il 31 dicembre 2019, non venne rinnovata.

## Flotta

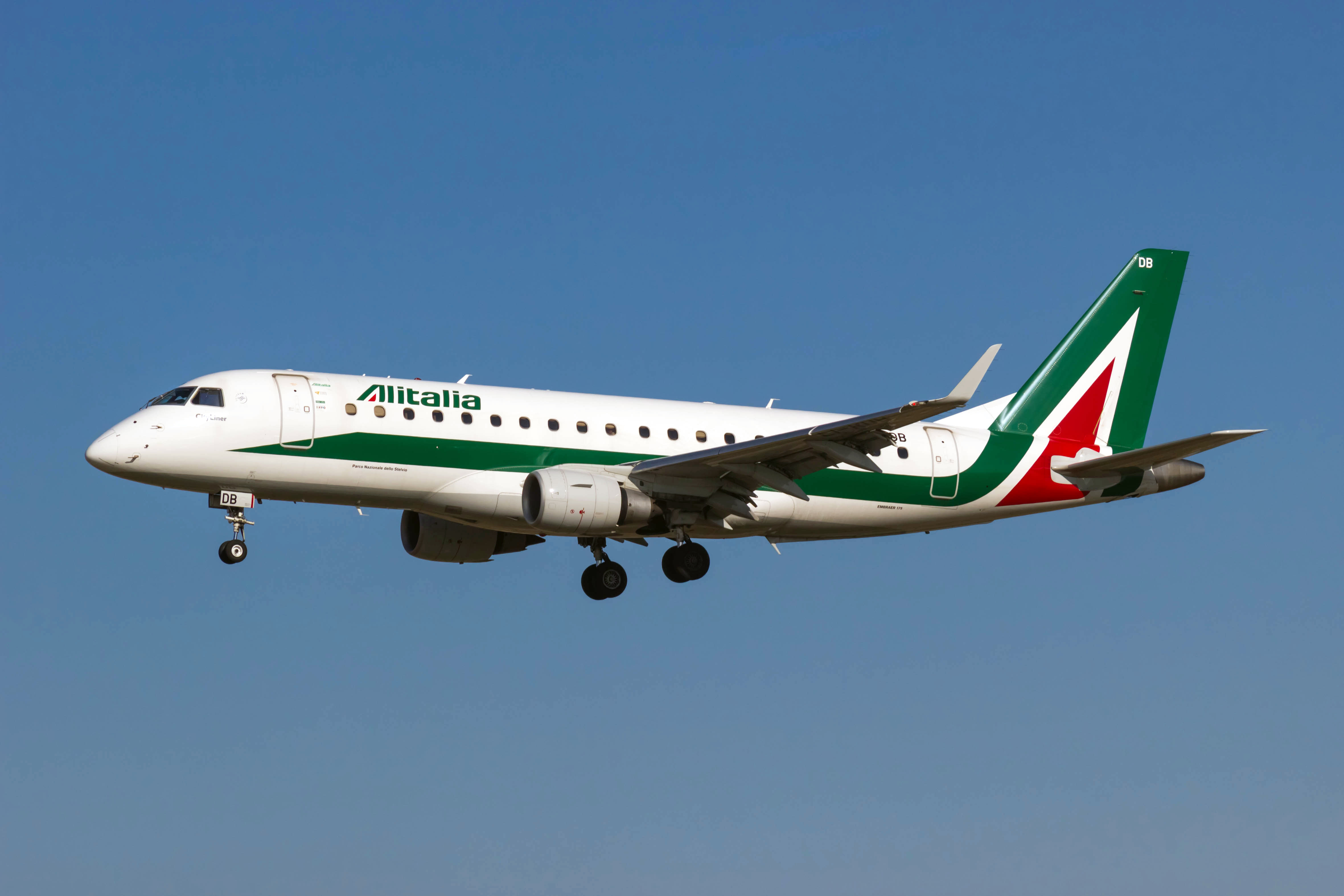
Un Embraer E-175 di Alitalia.

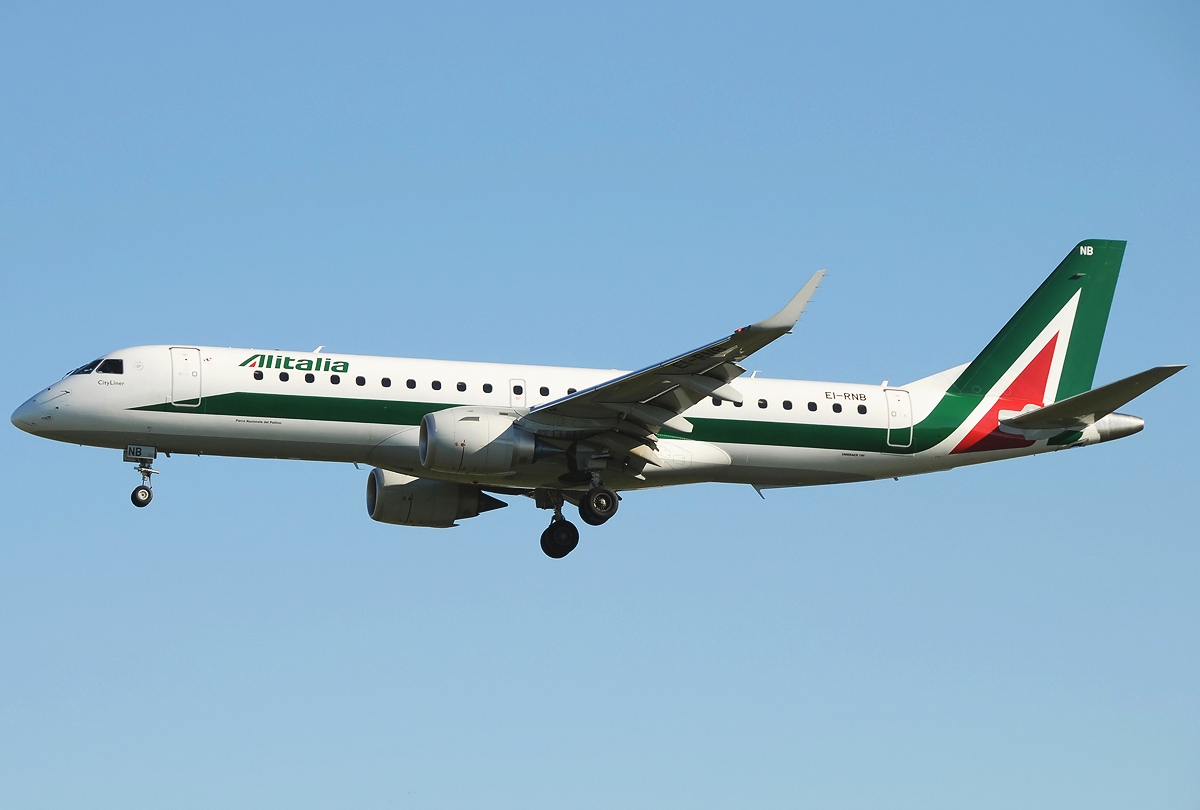
Un Embraer E-190 di Alitalia.

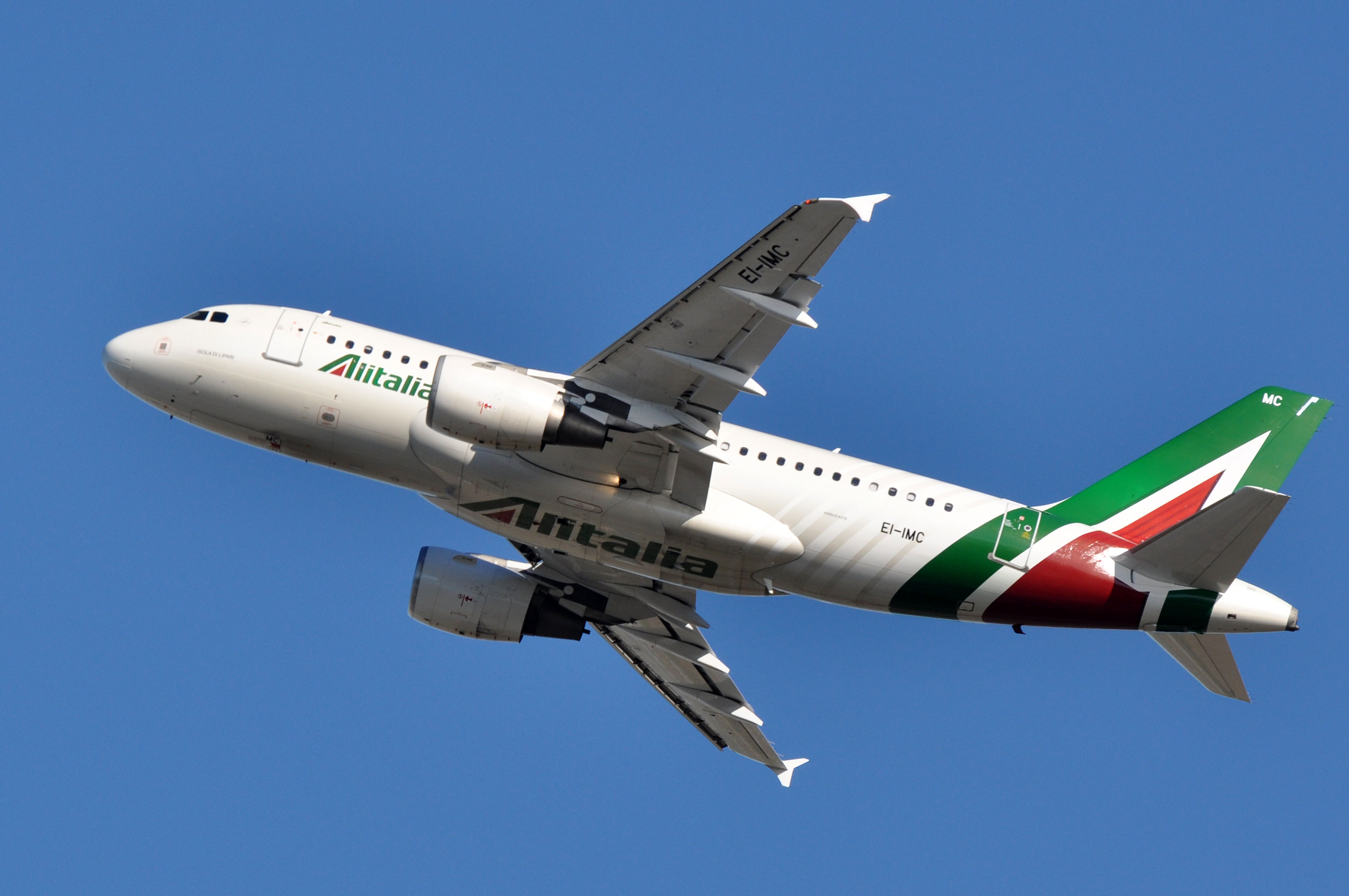
Un Airbus A319-100 di Alitalia.

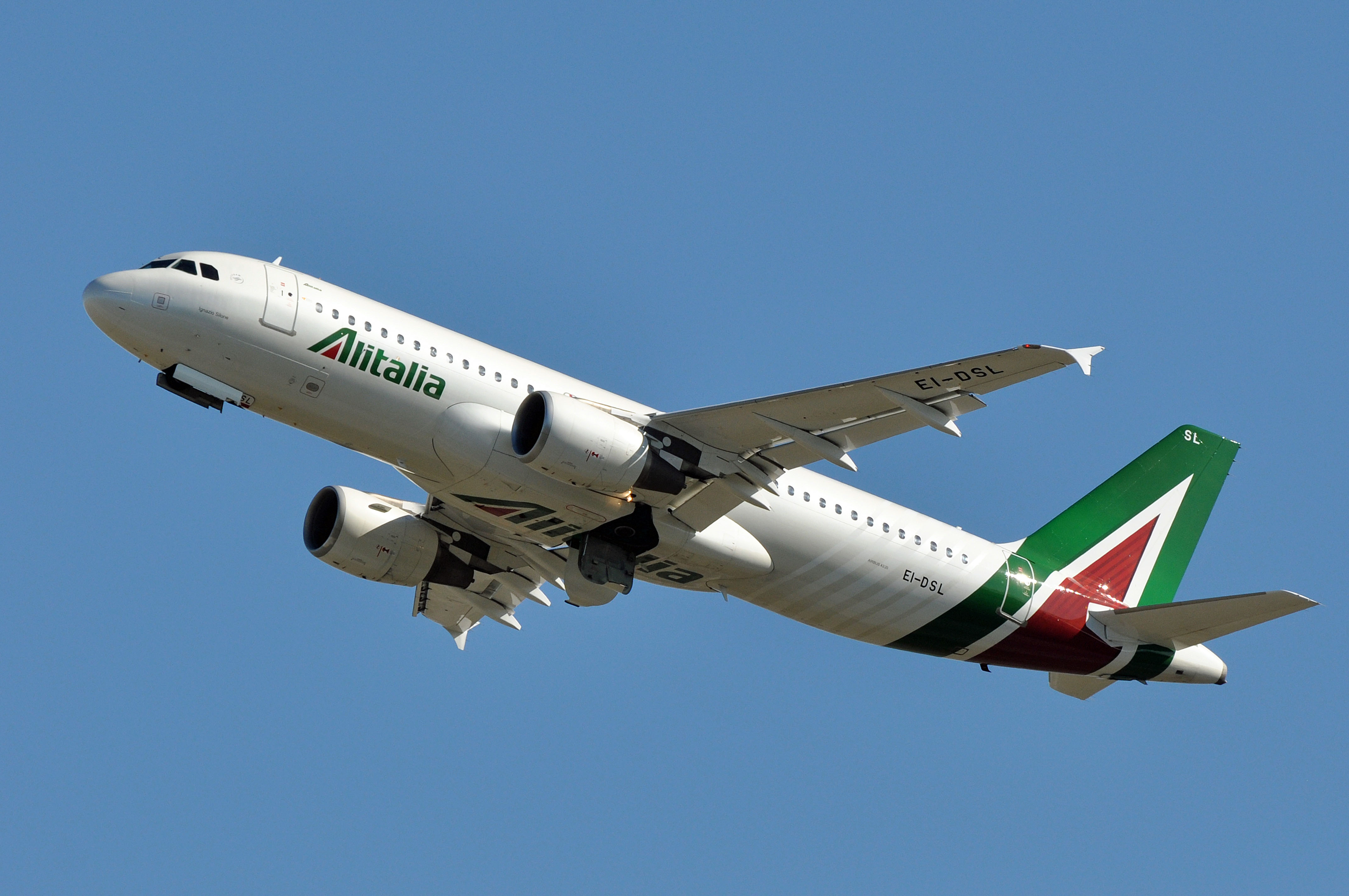
Un Airbus A320-200 di Alitalia.

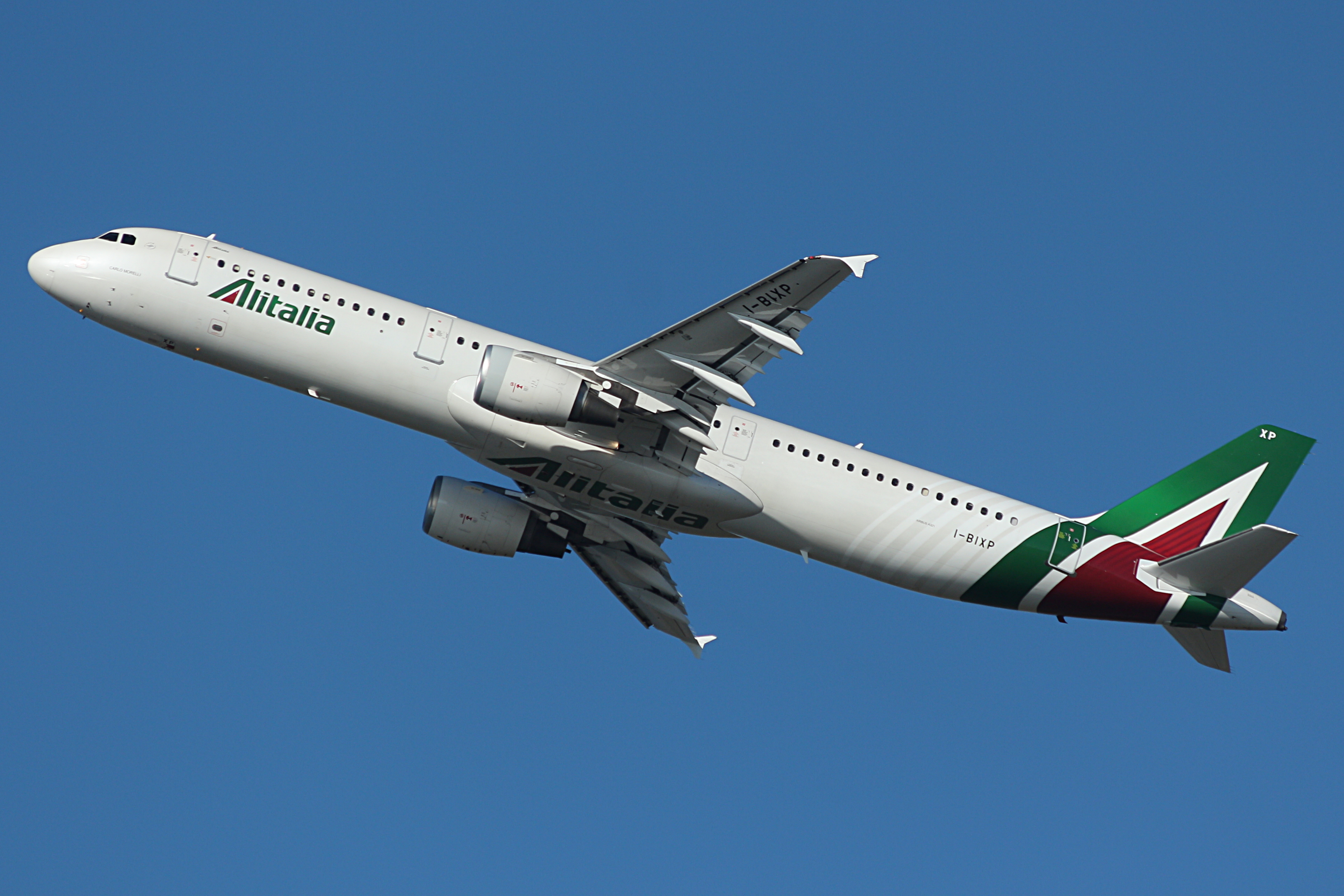
Un Airbus A321-100 di Alitalia.

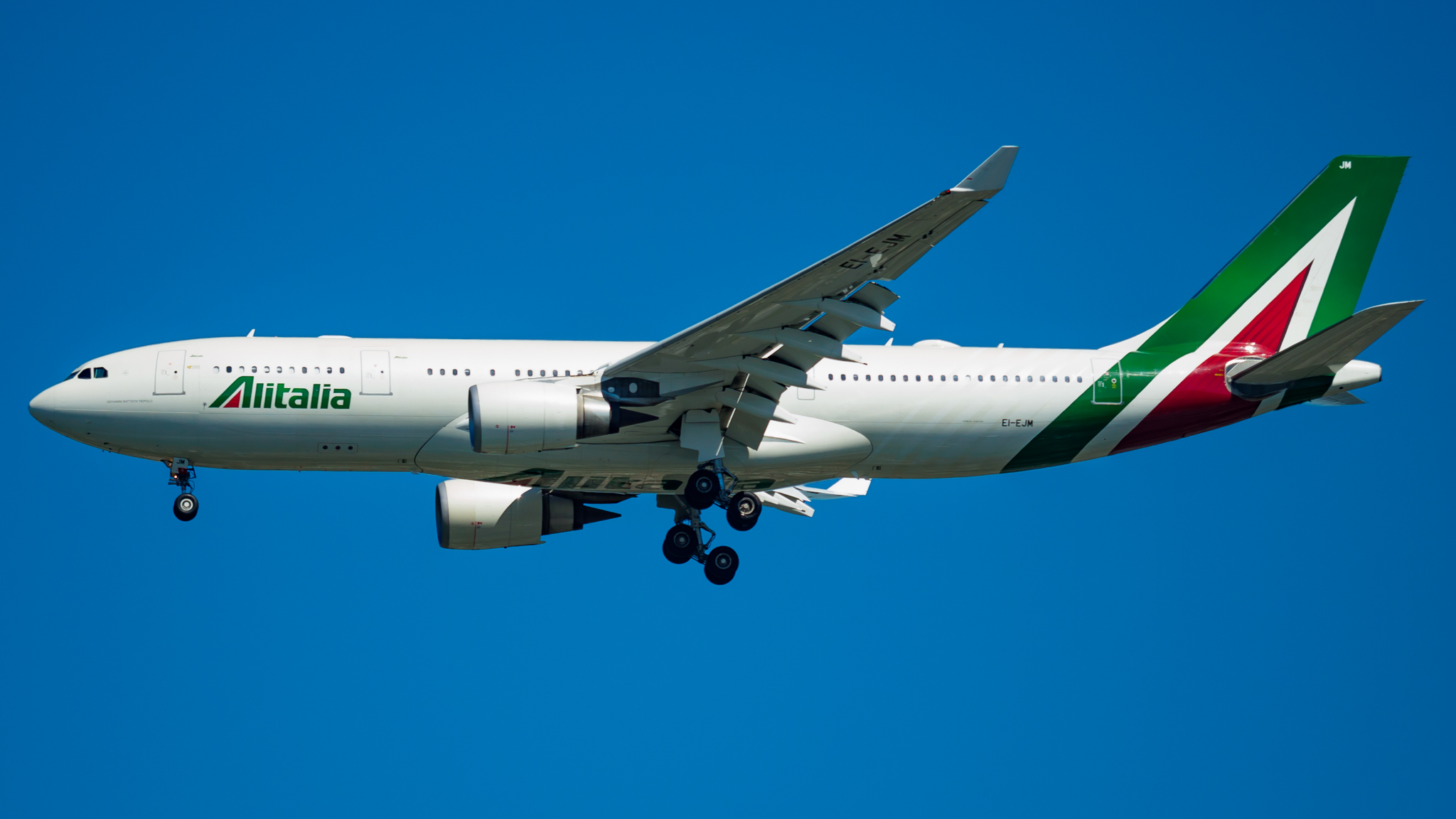
Un Airbus A330-200 di Alitalia.

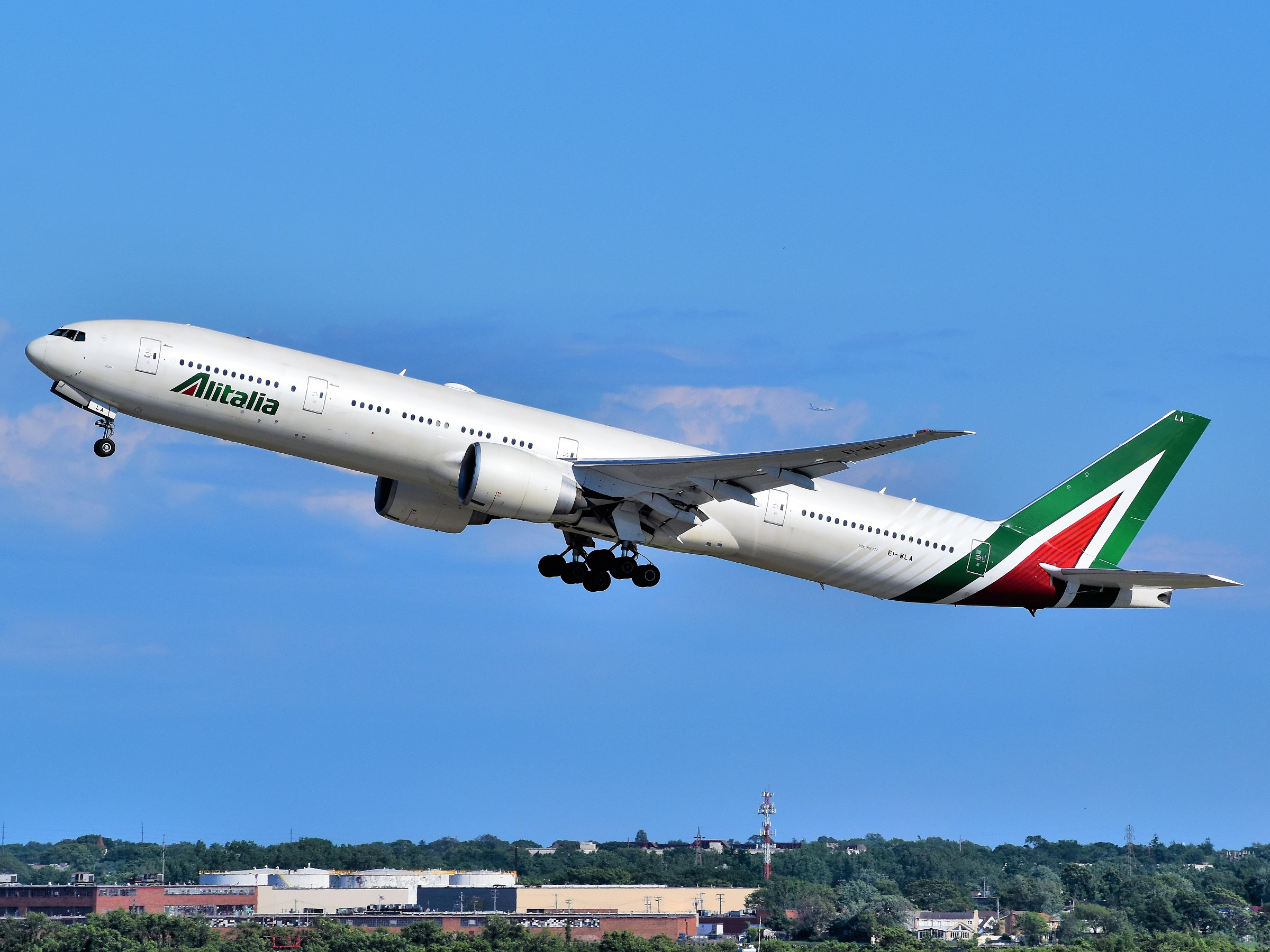
Un Boeing B777-300ER di Alitalia.

Nel corso degli anni Alitalia ha operato con i seguenti modelli di aeromobili:
| Aereo                                 | Introduzione | Ritiro |
| ------------------------------------- | ------------ | ------ |
| Fiat G.12                             | 1947         | 1950   |
| Avro 691 Lancastrian                  | 1947         | 1951   |
| Savoia-Marchetti S.M.95               | 1947         | 1951   |
| Convair CV-240                        | 1953         | 1956   |
| Convair CV-340                        | 1953         | 1960   |
| Convair 440 Metropolitan              | 1957         | 1960   |
| Douglas DC-6                          | 1950         | 1965   |
| Douglas DC-3                          | 1946         | 1964   |
| Douglas DC-4                          | 1950         | 1965   |
| Douglas DC-7C                         | 1958         | 1965   |
| Curtiss C-46 Commando                 | 1962         | 1968   |
| Vickers Viscount                      | 1957         | 1968   |
| Douglas DC-6B                         | 1953         | 1971   |
| Douglas DC-8-43                       | 1960         | 1977   |
| Sud Aviation Caravelle                | 1960         | 1977   |
| Boeing 747-100                        | 1970         | 1979   |
| Douglas DC-8-62                       | 1967         | 1981   |
| Fokker F27                            | 1964         | 1985   |
| Boeing 727-200                        | 1977         | 1985   |
| McDonnell Douglas DC-10               | 1973         | 1985   |
| Douglas DC-9-30                       | 1967         | 1996   |
| Airbus A300                           | 1980         | 1997   |
| Boeing 747-200B                       | 1971         | 2002   |
| McDonnell Douglas MD-11               | 1991         | 2003   |
| Boeing 767-300ER                      | 1995         | 2012   |
| McDonnell Douglas MD-82               | 1983         | 2012   |
| Airbus A319-100                       | 2002         | 2021   |
| Airbus A320-200                       | 1999         | 2021   |
| Airbus A321-100                       | 1994         | 2021   |
| Airbus A330-200                       | 2009         | 2021   |
| Boeing 777-200ER                      | 2002         | 2021   |
| Boeing 777-300ER                      | 2017         | 2021   |
| Bombardier CRJ900(Alitalia Cityliner) | 2006         | 2012   |
| Embraer 175 STD(Alitalia Cityliner)   | 2011         | 2021   |
| Embraer 190 STD(Alitalia Cityliner)   | 2011         | 2021   |

Nel corso della sua storia, Alitalia ha avuto in flotta principalmente aeromobili dei costruttori statunitensi Douglas Aircraft Company, divenuta poi McDonnell Douglas, e Boeing, finché nel 1980 non entrarono in flotta i primi Airbus A300, dell'europea Airbus.
Nei primi anni 2000 sono avvenute le ultime consegne da parte di Boeing alla compagnia. Tutti i nuovi aeromobili successivi sono stati della famiglia Airbus A320 e Airbus A330.
Nel 1969, Alitalia, fu la prima compagnia europea ad avere esclusivamente aerei con motore a getto. Nel 1970 entrano in flotta i primi Boeing 747, dieci anni più tardi, agli inizi degli Anni '80, arriveranno gli Airbus A300 e i McDonnell Douglas MD-82, cui ne vennero consegnati 86 esemplari nel corso degli anni garantendo per oltre 30 anni le attività di corto e medio raggio della compagnia. Vennero ritirati nel 2012, dopo una lenta e progressiva sostituzione iniziata nel 1994 con l'ingresso in flotta dei primi Airbus A321.
Alitalia, fino alla sua chiusura, era l'unica compagnia italiana ad operare sull'aeroporto di London City Airport. Abilitata ad effettuare avvicinamenti in Steep-Approach grazie all'uso del settore Embraer E-jets che rendeva possibile questo avvicinamento particolare.
La maggior parte degli aerei Alitalia risultava immatricolato in Irlanda, anziché in Italia; ciò sia perché l'Italia non ha siglato direttamente il trattato di Città del Capo, sia perché gli aerei Alitalia erano in dry lease da società irlandesi.

## Marchio

### Immagine

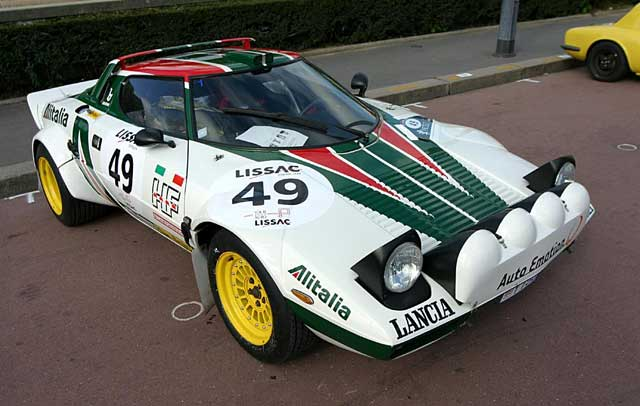
Lancia Stratos da rally con i colori Alitalia

Una delle prime pubblicità di Alitalia fu un semplice manifesto senza immagini che promuoveva l'avvio dei voli tra Roma, Torino e Catania. Con l'arrivo degli anni cinquanta i manifesti pubblicitari della compagnia sono opera di Marcello Dudovich: a colori, con la bandiera d'Italia che sventola dalla Freccia Alata, allora simbolo della compagnia. Con i giochi della XVII Olimpiade, tenutesi a Roma nel 1960, Alitalia diffonde in giro per il mondo un manifesto rosso con il Discobolo che occupa tutta la pagina e, a fondo pagina, il logo Alitalia affiancato da quello della bandiera olimpica. Le Olimpiadi del 1960 furono solo l'inizio di una serie di sponsorizzazioni di Alitalia: tra le più note quella della Lancia Stratos che vinse il Campionato del mondo rally nel 1974, 1975 e 1976 pilotata da Sandro Munari, e quella all'Aprilia Racing che vedeva l'Aprilia RSV4 guidata da Max Biaggi al primo posto nel 2010 e 2012 del Campionato mondiale Superbike. Dal 2010 Alitalia sponsorizza la Coppa d'Europa di rugby a 13 che da tale data prende il nome di Alitalia European Cup. Il 17 aprile 2015 viene firmato un accordo tra la compagnia e il Comitato olimpico nazionale italiano, con il quale Alitalia viene nominata compagnia aerea ufficiale del CONI. Dal 1º maggio al 31 ottobre 2015, insieme ad Etihad Airways, Alitalia fu Official Global Carrier dell'Expo 2015 di Milano, dove fu presente con un padiglione dedicato.
In quanto principale compagnia aerea italiana, nel corso degli anni Alitalia è divenuta celebre per aver trasportato numerose celebrità in arrivo o in partenza dall'Italia: le più note, fotografate a bordo di aerei Alitalia o appena sbarcate, sono Sophia Loren, Liz Taylor, Alberto Sordi e Marlon Brando, le cui fotografie sono oggi esposte presso l'esposizione Aeroporti in mostra. Il cinema sbarca a Roma. Anche diverse cariche politiche hanno viaggiato su voli di linea Alitalia, i più noti i presidenti della Repubblica Italiana Sergio Mattarella, a pochi giorni dall'inizio del mandato per un viaggio in Sicilia, e Sandro Pertini. Solito ad utilizzare Alitalia è anche il papa, durante i viaggi apostolici di andata, a seguito di un accordo tra la Santa Sede e la compagnia aerea.

### Divisa
Con la crescita della compagnia, Alitalia sfruttò la notorietà della moda italiana, facendo creare le proprie divise da alcune delle più celebri case di moda del Paese. Sono degli anni '50 le divise firmate Sorelle Fontana, del 1960 quelle firmate Delia Biagiotti, del 1966 quelle firmate da Tita Rossi, che tre anni dopo vennero sostituite da quelle realizzate da Mila Schön. Nel 1973 le divise sono firmate Alberto Fabiani, dal 1975 al 1986 da Marzotto, sostituite poi da quelle realizzate da Renato Balestra. Risalgono al 1991 le divise firmate Giorgio Armani, rimpiazzate nel 1998 da Mondrian. Al Festival internazionale del film di Roma 2011, con il programma Barbie loves Alitalia, le divise storiche di Alitalia vennero messe in mostra indossate da tredici Barbie.
Con il passaggio del controllo alla compagnia emiratina Etihad Airways, oltre al rinnovo di logo e livrea, vennero cambiate anche le divise, questa volta disegnate dallo stilista Ettore Bilotta. Le divise, presentate il 18 maggio 2016, prevedevano collant verdi, tailleur e copricapo rossi per le hostess di volo e collant rossi, tailleur e copricapo verdi per le hostess di terra; le divise maschili invece erano di colore grigio antracite e verde bosco, con cravatte rosse o verdi.
Le divise disegnate da Ettore Bilotta non furono però accolte con entusiasmo sia dal punto di vista estetico che dal punto di vista pratico, suscitando numerose critiche. Con l'ingresso di Alitalia in amministrazione straordinaria nel maggio 2017, i commissari ordinarono appena pochi mesi dopo l'eliminazione dei collant colorati in favore di quelli color carne, per poi commissionare ad Alberta Ferretti la realizzazione di divise completamente nuove.
Le divise firmate Alberta Ferretti furono presentate a Milano il 15 giugno 2018 ed erano caratterizzate da una prevalenza del colore blu scuro, con camicia bianca per gli uomini. I colori rosso e verde, sempre accompagnati dal blu scuro, sono presenti solo nei foulard nelle uniformi femminili e nelle cravatte nelle uniformi maschili. La realizzazione gratuita delle divise è stata frutto di un accordo tra la compagnia aerea e la stilista, che le ha concesso l'utilizzo del marchio Alitalia per una capsule collection, presentata anch'essa il 15 giugno a Milano dalla modella Chiara Ferragni. Come dichiarato dai commissari, la sostituzione delle divise di Ettore Bilotta era comunque prevista di routine a causa del naturale usuramento dei capi d'abbigliamento, che necessitavano comunque di una sostituzione.

### Logo
Il primo logo ad essere utilizzato da Alitalia fu una freccia alata accostata alla scritta "Alitalia" in stampatello maiuscolo corsivo.
Nel 1969 venne presentato il nuovo che sarebbe stato utilizzato dalla compagnia fino al 2006: realizzato da Landor Associates, consisteva in una "A" stilizzata di colore verde con l'interno rosso che riprendeva l'impennaggio e che rappresentava la prima "A" della scritta "Alitalia". La restante scritta era in stampatello minuscolo. Spariva dunque la freccia alata dal logo della compagnia.
Nel 2006 Saatchi & Saatchi effettua un restyling del logo, inserendo una tonalità di verde più scura: vennero mantenuti lo stesso logo e lo stesso tipo di carattere ma questa volta erano in corsivo e, quindi, il logo, risultava più inclinato rispetto al precedente.
Il logo utilizzato dal 4 giugno 2015, realizzato nuovamente da Landor Associates, presenta sempre la classica "A" stilizzata che ricorda l'impennaggio ma, come in tutta la scritta, viene diminuita l'inclinatura. Inoltre la "A" è più alta rispetto al resto della scritta, che, nonostante sia simile, ha un tipo di carattere più squadrato. Il verde ha una sfumatura più chiara al centro per poi inscurirsi progressivamente verso l'esterno, mentre l'interno rosso della "A" ha delle strisce orizzontali bordeaux che si sovrappongono al rosso.
A fine 2017, dopo l'ingresso della compagnia in amministrazione straordinaria, Alitalia ha leggermente cambiato il logo, reintroducendo i colori del logo del 2006 ma continuando ad utilizzare il carattere del logo del 2015 fino alla sua chiusura.
A partire dalla fine del 2024, ITA Airways omaggerà la ex compagnia di bandiera italiana aggiungendo al suo logo la dicitura "Inspired by Alitalia". Non si tratta di un cambiamento nostalgico, ma un cambiamento volto a ricordare un tassello molto importante del Made in Italy e dell'aviazione italiana.

1946-1969
1969-2006
2006-2015
2015-2017
2017-2021

### Livrea
La prima livrea Alitalia fu quella presente a bordo del Fiat G.12 che operò il primo volo della compagnia da Torino-Aeritalia a Roma-Urbe nel maggio 1947. L'aereo era di colore argento e dalla metà fino all'estremità anteriore della fusoliera vi era una linea spezzata di colore blu, che scorreva sotto i finestrini per poi risalire all'altezza di questi facendo una "Z". Sopra i finestrini vi era una semplice scritta "Alitalia" seguita da "Aerolinee Italiane Internazionali" in carattere molto più ridotto. Sull'impennaggio verticale, che era bianco, era presente il logo della freccia alata, riportato in maniera molto più ridotta sotto la cabina di pilotaggio. L'aereo che operò il primo volo internazionale, Roma-Oslo, fu un Savoia-Marchetti S.M.95 con la stessa livrea del Fiat G.12 ma con fusoliera bianca anziché argentata.
La seconda e più duratura livrea, nonché la prima ufficiale, fu presentata pochi mesi dopo, nell'autunno 1947. La fusoliera era di colore bianco, mentre all'altezza dei finestrini vi erano cinque righe azzurre che ricordavano un pentagramma musicale; sotto i finestrini era invece presente una linea blu più spessa rispetto alle cinque azzurre; la parte antistante la cabina di pilotaggio era invece di colore nero, mentre nell'impennaggio verticale erano presenti sia la bandiera italiana in formato rettangolare che il logo della freccia alata, logo anche presente nella parte anteriore dell'aereo in dimensioni ridotte. Questa livrea durò 22 anni e subì diverse modifiche: l'ogiva, inizialmente bianca, divenne prima la continuazione del pentagramma azzurro, mentre successivamente divenne nera; l'impennaggio verticale venne riempito tutto con la bandiera italiana, facendo sparire il logo della freccia alata, che riportato solo più nella parte bassa anteriore della fusoliera; la linea blu al di sotto dei finestrini venne riportata anche ad di sopra di questi, in modo che il pentagramma fosse racchiuso dalle linee blu più spesse; la zona della fusoliera al di sotto dei finestrini divenne argentata, mentre la zona sopra rimase bianca.
Nel 1969 in concomitanza con il nuovo logo e l'entrata in flotta dei Boeing 747, venne presentata la livrea realizzata dalla californiana Landor Associates, che riprendeva i colori della bandiera italiana. L'impennaggio verticale presentava un triangolo rosso, circondato da un sottile bordo bianco che a sua volta era circondato da uno spesso bordo verde, seguito nel bordo esterno da un altro sottile bordo bianco. Insieme, il triangolo rosso, il bordo bianco interno e lo spesso bordo verde, formavano la lettera "A", iniziale della parola "Alitalia", che divenne il logo della compagnia, facendo così sparire il logo della freccia alata. La fusoliera, di colore bianca, era caratterizzata da una linea verde scuro che scorreva all'altezza dei finestrini, per poi diventare sempre più sottile in corrispondenza della cabina di pilotaggio e terminare nella punta dell'ogiva, che era di colore nero; la linea verde scura faceva una leggera curva nella parte posteriore della fusoliera per dare senso di continuità con la "A" dell'impennaggio verticale; la scritta "Alitalia", che era di colore nero con eccezione il centro della "A" iniziale che era di colore rosso, era situata al di sopra della linea verde scura, al centro della metà anteriore della fusoliera. La scritta "Alitalia" era riportata anche a destra delle porte ed era di colore oro quando si trovava su sfondo verde scuro, o nera e rossa quando si trovava su sfondo bianco.
Dopo 37 anni, nel 2006, la livrea presentata nel 1969 subì un leggero restyling. Venne scelto un verde più brillante, la linea orizzontale venne resa più sottile e spostata completamente sotto i finestrini. La fusoliera, anche nell'ogiva, era bianca, mentre nella base era di un grigio chiaro. Nell'impennaggio verticale venne mantenuta la "A" stilizzata, ma con un solo bordo bianco, ovvero quello che divideva il triangolo rosso dal bordo verde. Il triangolo rosso terminava ben al di sotto dell'impennaggio orizzontale, all'altezza del bordo inferiore della lunga linea orizzontale verde, che era unita con il bordo dell'impennaggio verticale, creando un tutt'uno. La scritta "Alitalia" era riportata appena sopra i finestrini, sempre nella parte anteriore dell'aereo.
Il 4 giugno 2015 viene presentata a Fiumicino la quarta livrea: alla presentazione condotta da Ilaria D'Amico, è presente anche il Presidente del consiglio Matteo Renzi, i vertici della compagnia (Antonio Cassano e Luca Cordero di Montezemolo) e di Etihad Airways (James Hogan). Si tratta per lo più di un ulteriore restyling, in quanto è presente la "A" sull'impennaggio verticale che però prosegue fino a collegarsi al lato opposto. Il verde della "A" è scuro in alto, per poi sfumarsi e divenire più chiaro alla congiunzione tra impennaggi e fusoliera, per poi tornare scuro al fondo di questa; il rosso costituente la parte centrale della "A" stilizzata è composto da numerose righe più chiare e più scure in modo alternato. La fusoliera è color avorio perlato, ma nella parte posteriore sono presenti cinque linee bianche che la avvolgono, che aumentano di spessore fino a quando la linea bianca più spessa non sfiora il verde della "A". 
La scritta "Alitalia" è presente sia sotto i finestrini, nella parte anteriore della fusoliera, sia nella parte inferiore della fusoliera, tra un carrello d'atterraggio e l'altro, nella cosiddetta pancia dell'aereo.
Questa livrea non è stata mai applicata agli aeromobili di Alitalia CityLiner, ovvero gli E175 e gli E190.

La livrea presente sul primo velivolo della compagnia, un Fiat G.12
La livrea "pentagramma" su un Douglas DC-9 nel 1971
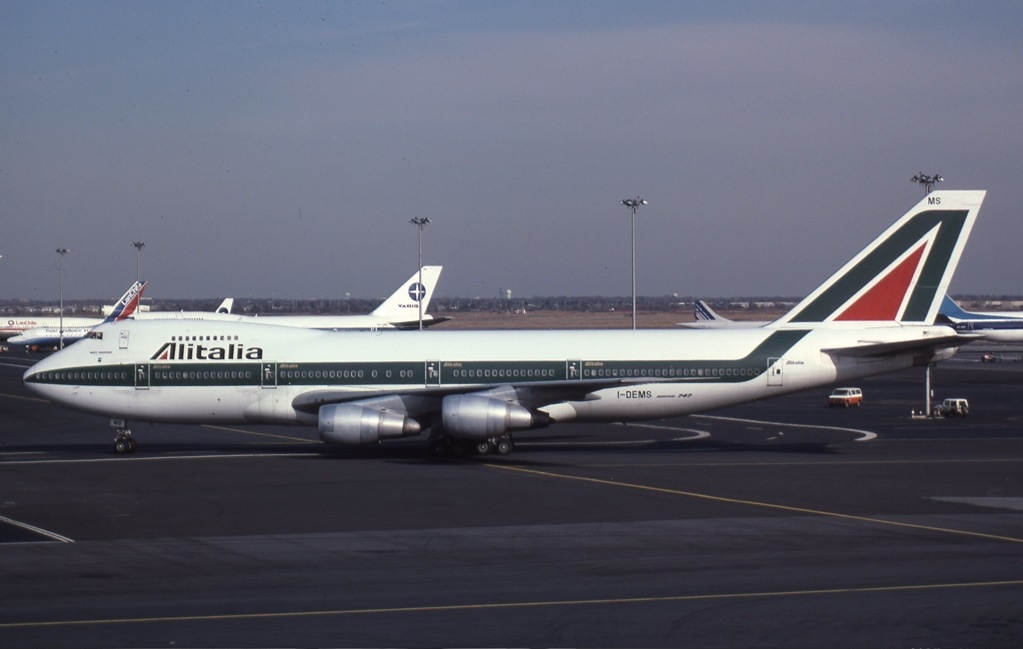
Un Boeing 747 con la livrea del 1969 disegnata da Landor Associates
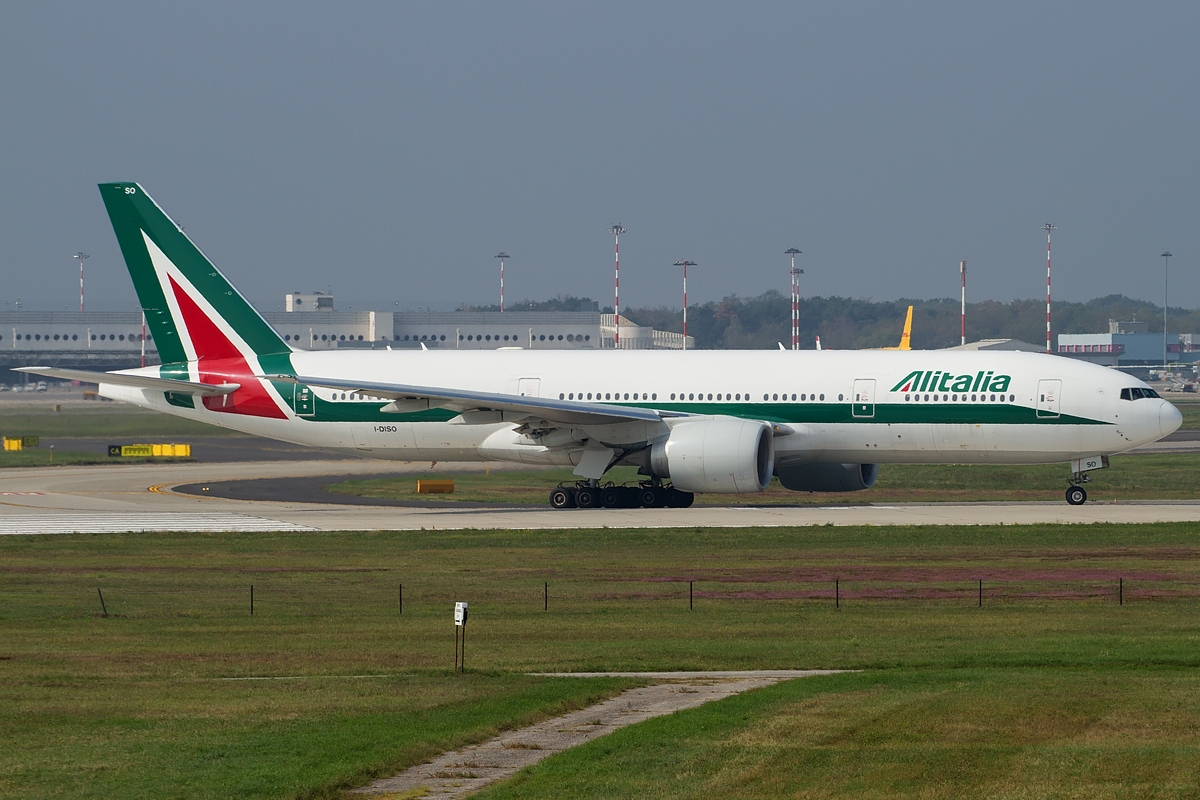
Un Boeing 777 con la livrea modificata nel 2006 da Saatchi & Saatchi
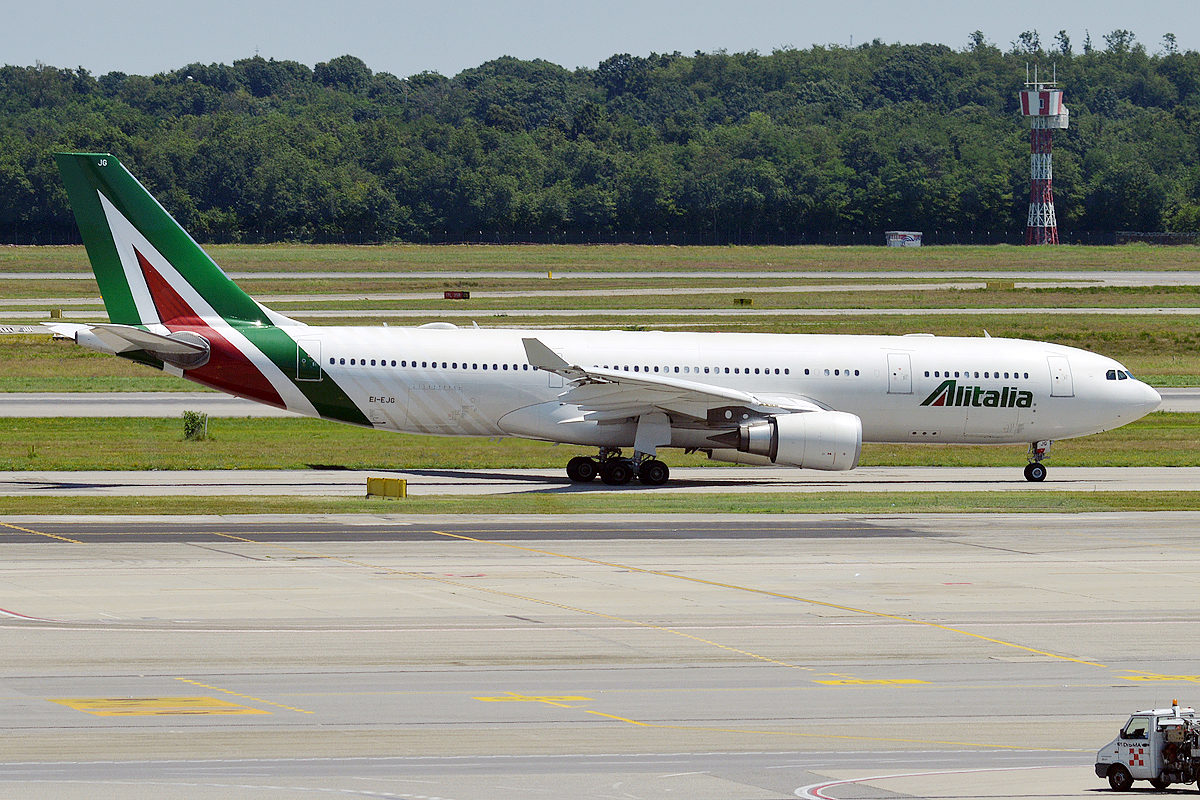
Un Airbus A330 con la quarta livrea, presentata nel 2015 e realizzata nuovamente da Landor Associates

#### Livree speciali
Nel corso degli anni, gli aerei Alitalia hanno rivestito numerose livree speciali, sia a scopo promozionale sia a scopo commemorativo. Il primo velivolo ad assumere una colorazione speciale fu il Boeing 747-200 I-DEMF, che dall'aprile 1997 al settembre 1999 volò con una livrea promozionale per i Baci Perugina: il velivolo si presentava completamente blu scuro, con la striscia decorativa orizzontale e la "A" stilizzata sull'impennaggio di colore argento. Un anno dopo, nell'aprile 1998, anche il Boeing 747-200 I-DEMS venne dipinto con una livrea promozionale, questa volta per la casa di moda italiana Bulgari, che promuoveva l'orologio Bulgari Aluminium: il jet era completamente grigio chiaro, eccezion fatta per il logo Alitalia e la striscia che erano di colore argento; sulla parte anteriore della fusoliera vi era una raffigurazione dell'orologio promosso.
A marzo del 2000, due mesi dopo la rimozione della livrea Bulgari da I-DEMS, il McDonnell Douglas MD-82 I-DAVZ venne dipinto con una livrea promozionale per McDonald's: la livrea, che venne rimossa nel settembre 2001, era principalmente rossa, bianca e gialla, presentando tre loghi dell'azienda promotrice di diverse dimensioni per lato (uno sui motori, uno sulla parte posteriore e uno su quella anteriore della fusoliera). Nel novembre 2000, il McDonnell Douglas I-DACP venne dipinto completamente di giallo per promuovere la Scénic I, automobile della casa francese Renault.
Appena ereditato l'Airbus A320 EI-DSA da Air One, nel luglio 2010, al posto dei classici verdi e rosso su di esso fu applicato un grigio chiaro con uno slogan "Muoviamo chi muove l'Italia" scritto in rosso. Accanto al logo Alitalia posto nella parte anteriore della fusoliera, fu aggiunta in rosso la scritta ".com". EI-DSA mantenne questo schema di colori fino al 2015.
Prendendo spunto da altre compagnie aeree, anche Alitalia dipinse un aereo in livrea storica: a marzo 2012 l'Airbus A321 EI-IXI fu riverniciato con la livrea pentagramma, che indossò fino al suo accantonamento, nel novembre 2013.
Nella primavera 2014 vennero applicate su tre velivoli Alitalia delle livree pubblicitarie per due regioni italiane: l'Airbus A330-200 EI-EJG e l'Airbus A320 EI-DSM promuovevano la Calabria, mentre l'Airbus A319 EI-IMI promuoveva il Friuli-Venezia Giulia. Entrambe le livree mantenevano solo l'impennaggio nella livrea originale Alitalia, in quanto nella livrea Calabria la fusoliera era bianca e azzurra, con una riproduzione dei bronzi di Riace e una slogan promozionale della regione; la livrea del Friuli-Venezia Giulia, invece, era bianca nella parte posteriore della fusoliera e nera con tre colibrì bianchi in quella anteriore, con la linea divisoria tra i due colori che formava anch'essa la sagoma di un colibrì. Entrambe le livree regionali vennero rimosse dopo circa un anno.
In occasione dell'Expo 2015 di Milano, Alitalia ed Etihad Airways, entrambe compagnie aeree sponsor dell'evento, realizzano un velivolo in livrea speciale. Alitalia colorò per la manifestazione l'Airbus A330 EI-EJM con una livrea che raffigurava nella parte anteriore il logo dell'Expo 2015, il logo Alitalia spostato quindi al centro della fusoliera accanto al logo Etihad Airways delle stesse dimensioni; i bordi dell'impennaggio riprendevano i colori di Expo. L'aereo mantenne la livrea Expo da ottobre 2014 a gennaio 2016.
A dicembre 2014 l'Airbus A320 EI-DSW viene verniciato con una livrea speciale con il fine di promuovere la Jeep Renegade: la livrea si caratterizza per mantenere i classici colori Alitalia dell'epoca, ma con la sagoma dell'automobile in promozione stilizzata e colorata di arancione nella parte anteriore; il colore arancione si protrae sino all'impennaggio, sfumato, a volte più chiaro, altre più scuro. Sulla striscia verde che taglia a metà orizzontalmente la fusoliera, c'è lo slogan "Destination Anywhere". Il velivolo mantiene la livrea speciale fino all'8 aprile 2019.

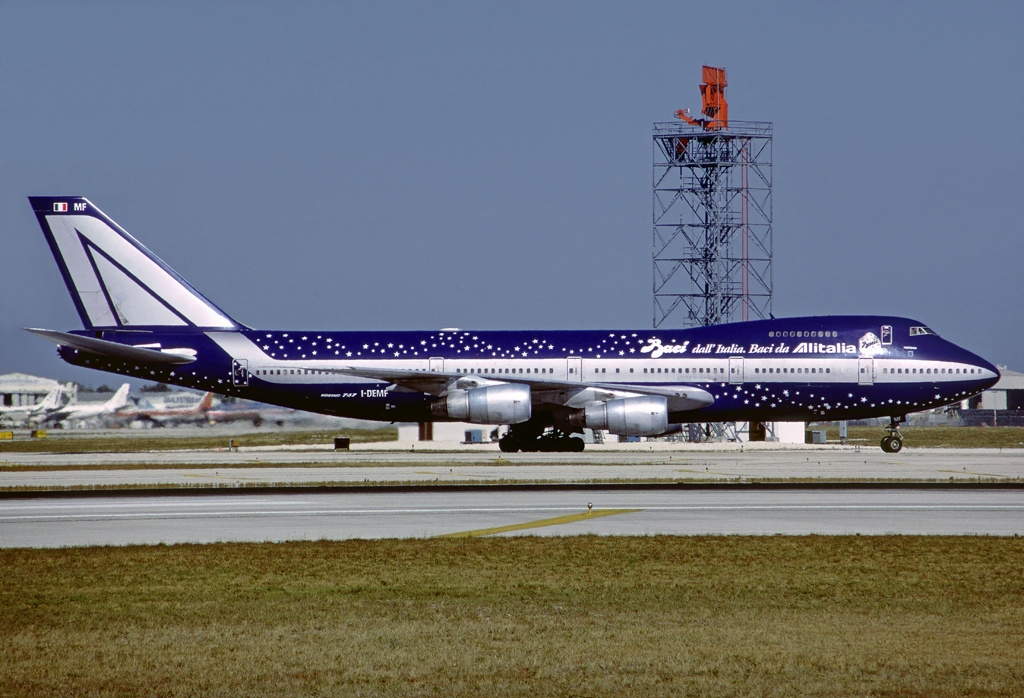
Il Boeing 747 I-DEMF nella livrea Baci Perugina
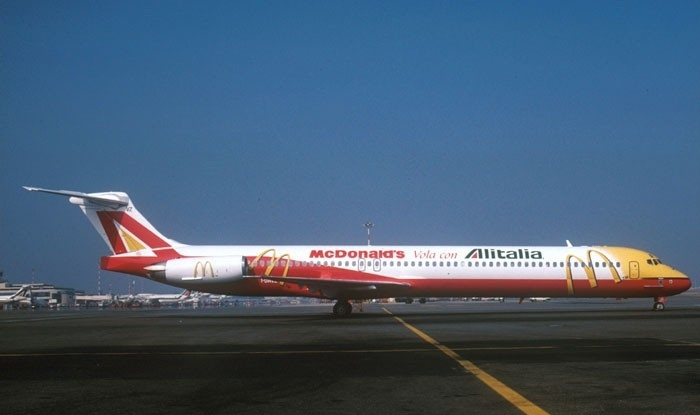
Il McDonnell Douglas MD-82 I-DAVZ in livrea McDonald's
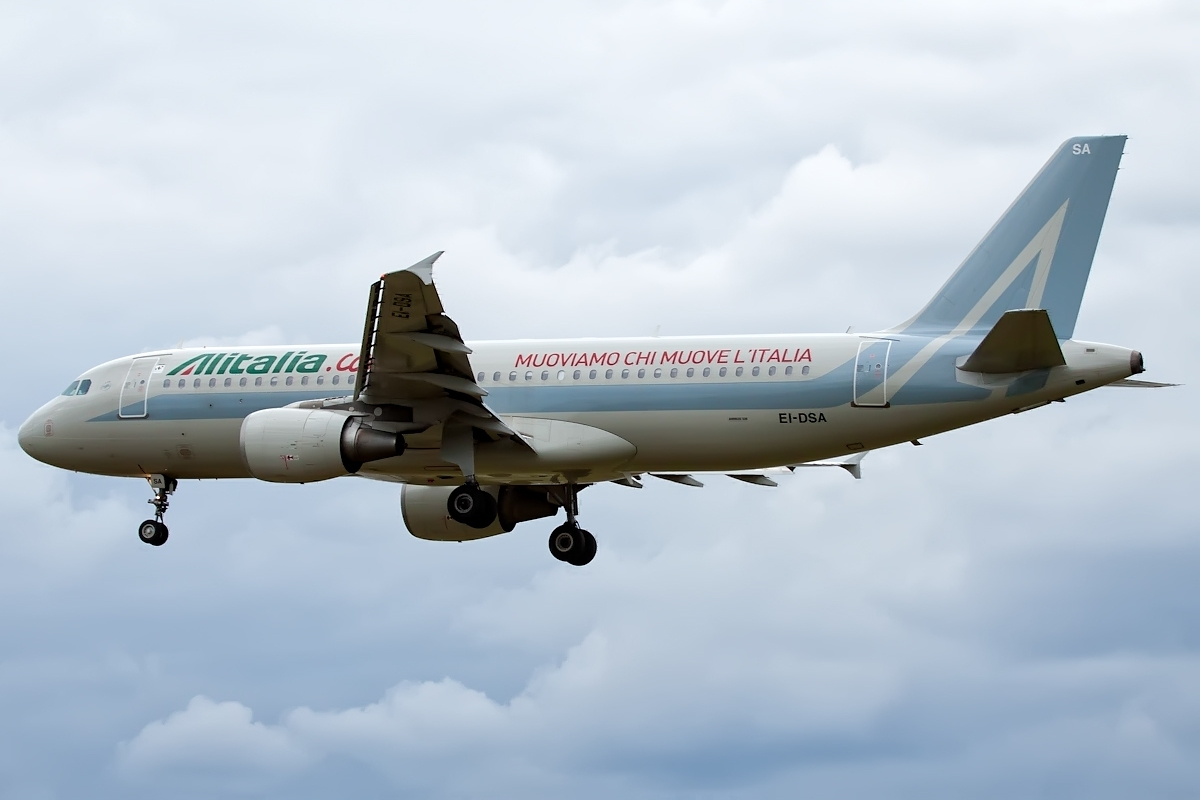
L'Airbus A320 EI-DSA in livrea Alitalia.com
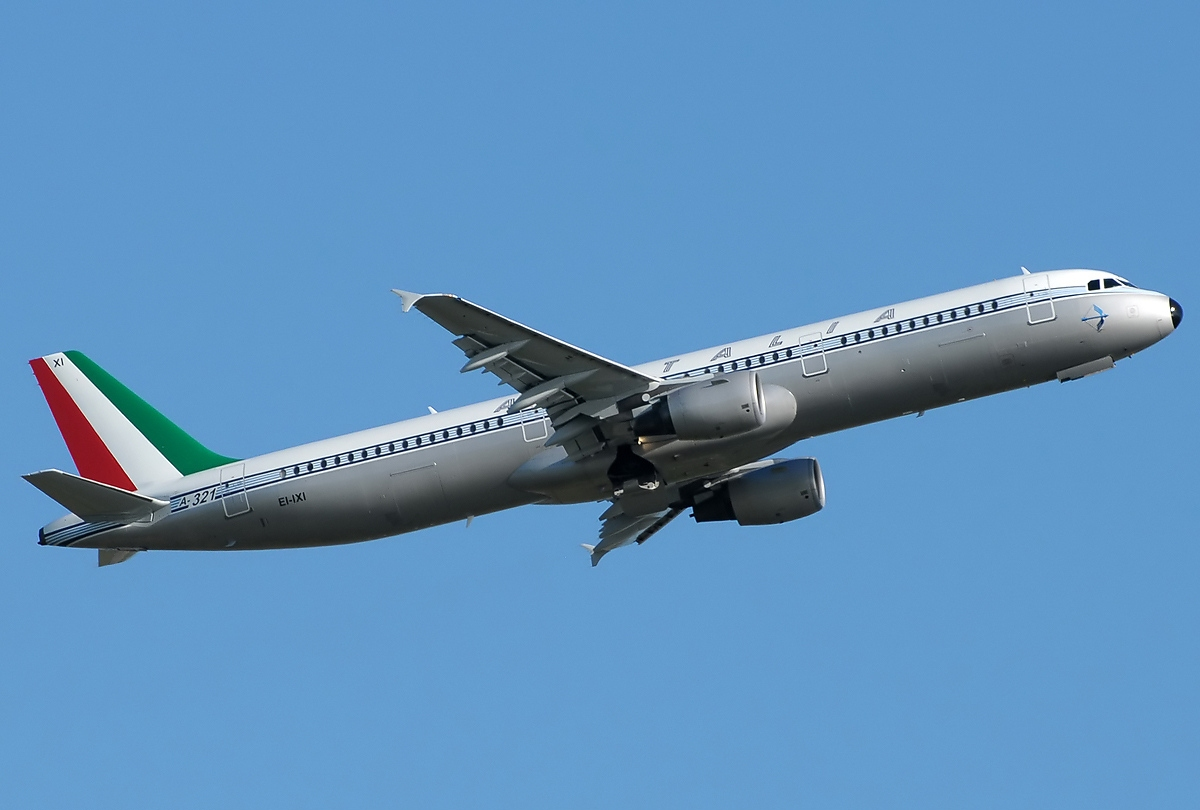
L'Airbus A321 EI-IXI in livrea "pentagramma"
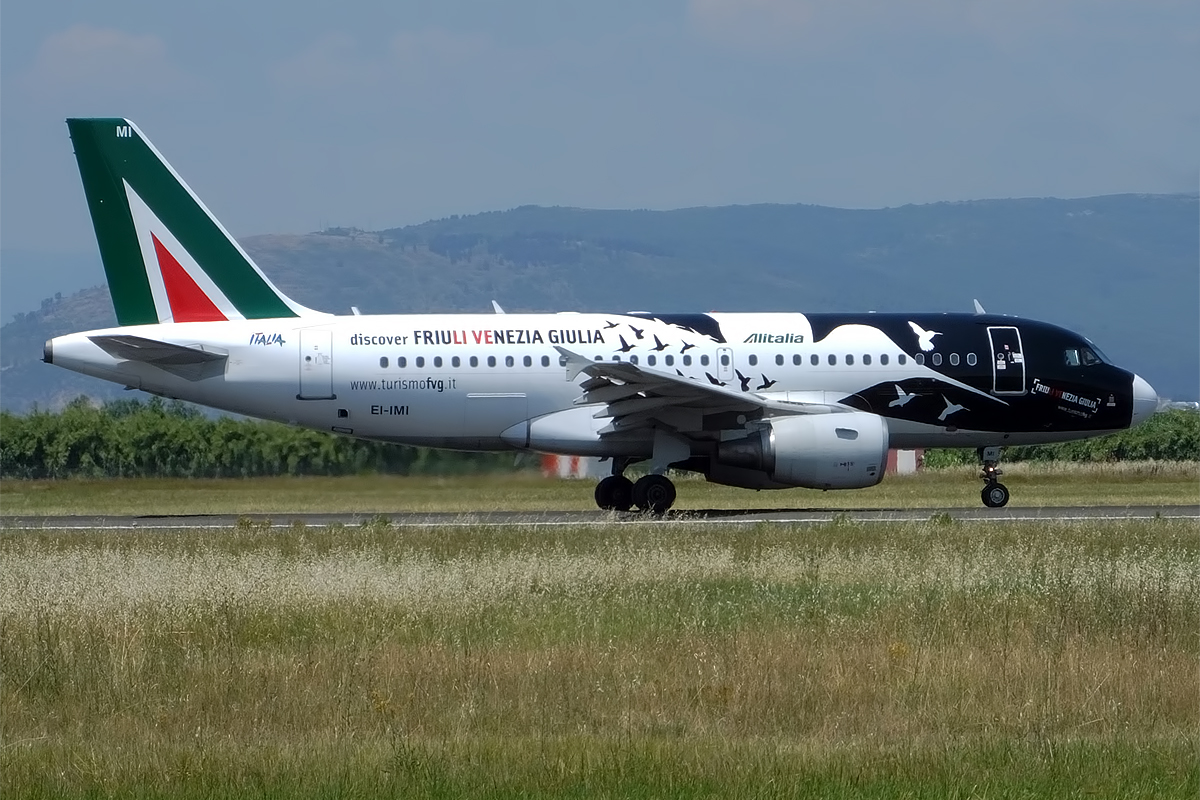
L'Airbus A319 EI-IMI in livrea Friuli-Venezia Giulia
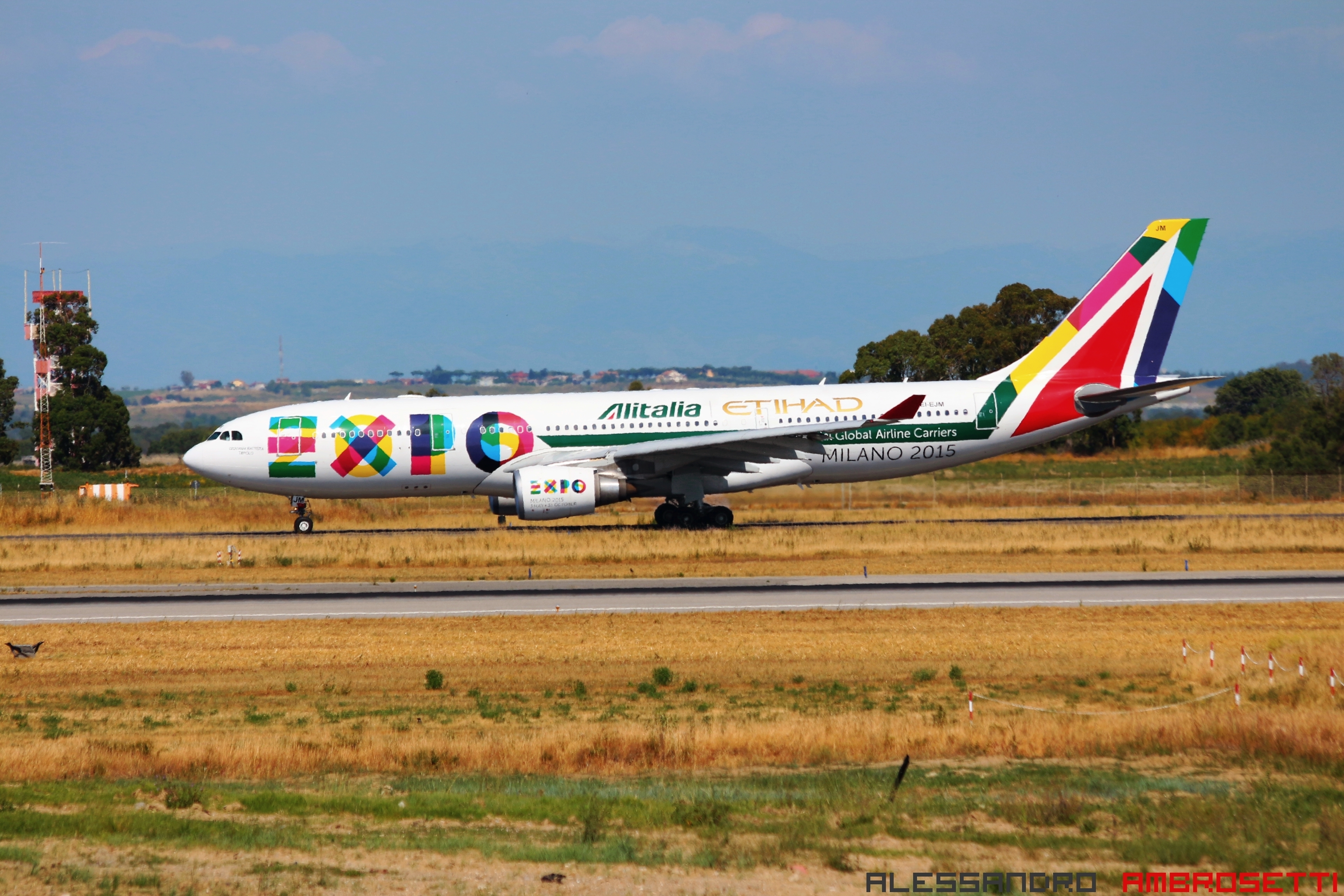
L'Airbus A330 EI-EJM in livrea Expo 2015
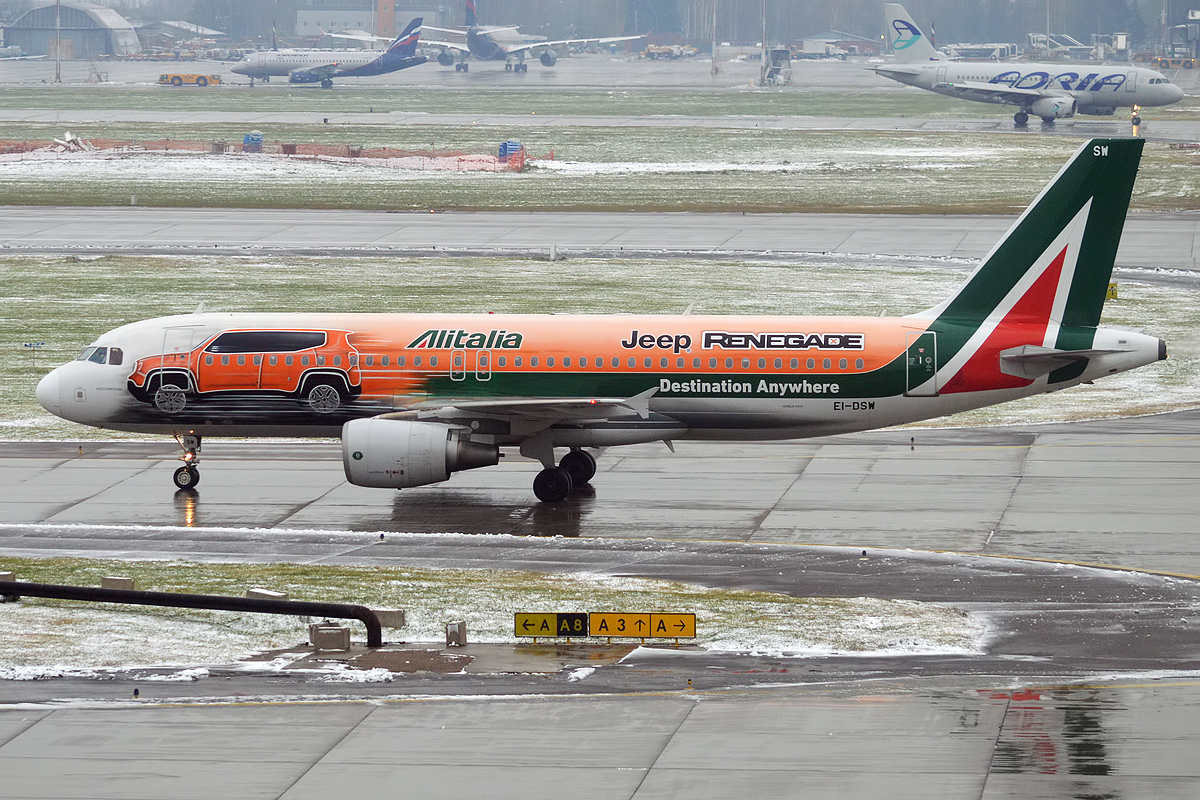
L'Airbus A320 EI-DSW nella livrea Jeep Renegade
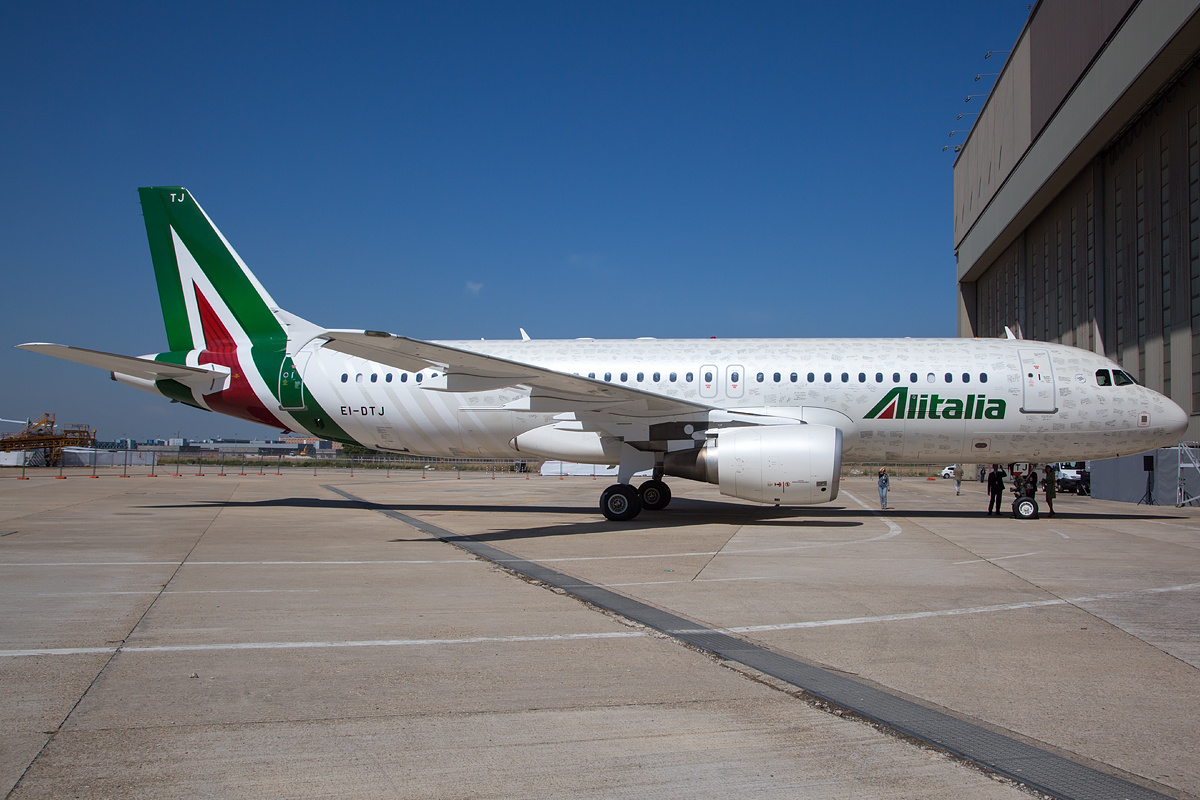
L'Airbus A320 EI-DTJ in livrea promesse dei dipendenti

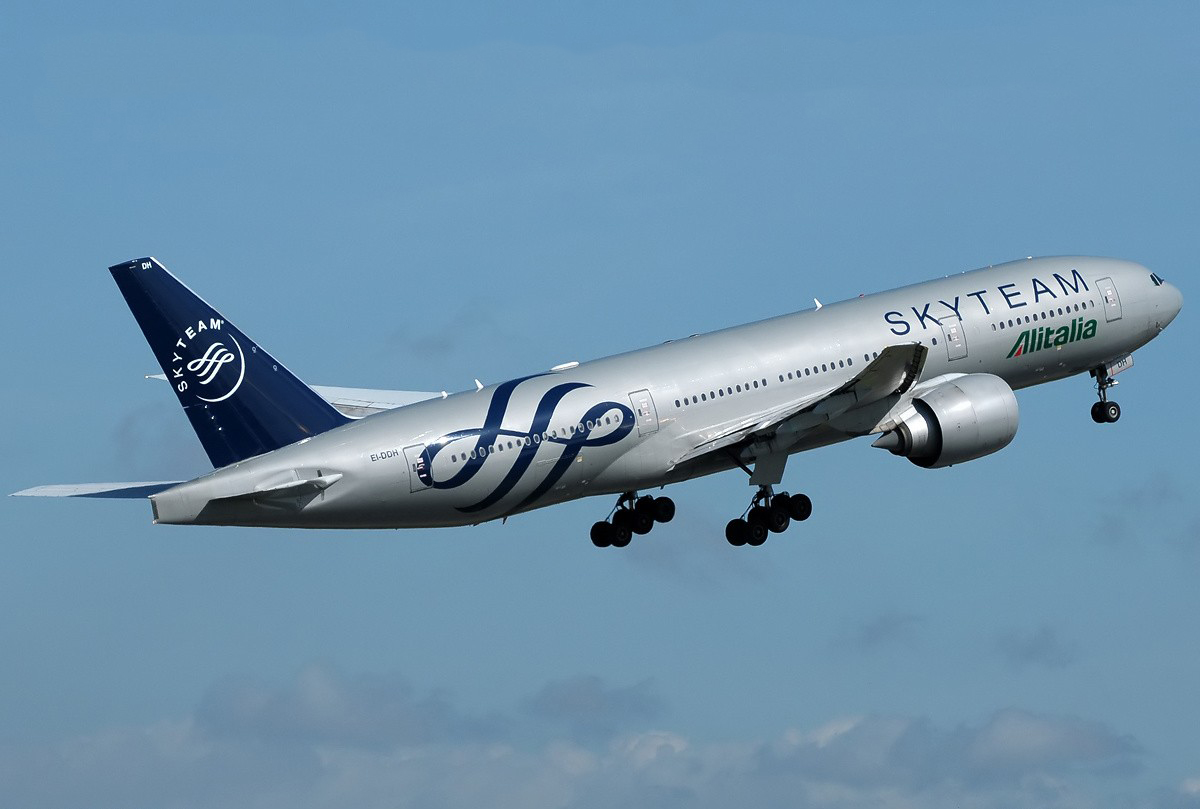
Un Boeing 777-200ER di Alitalia in livrea SkyTeam.

#### Livree SkyTeam

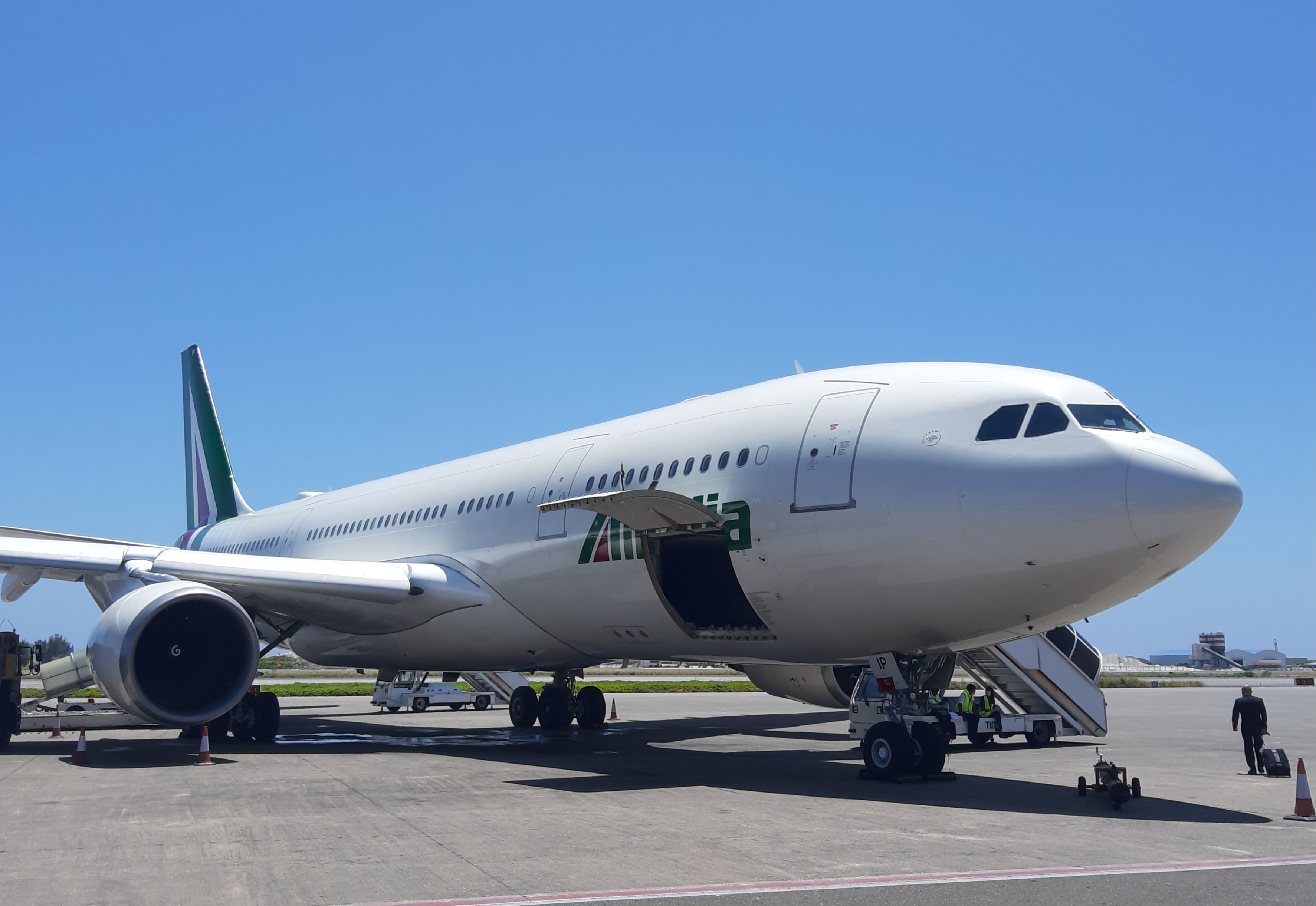
Un Airbus A330-200 (EI-DIP) fotografato prima dell'ultimo volo Male (Maldive) - Milano Malpensa prima della pandemia da Covid-19 l'8 marzo 2020. alitalia expert

Nel maggio 2009 il Boeing 767-300ER EI-DBP venne colorato con la neonata livrea dell'alleanza globale SkyTeam, di cui Alitalia faceva parte; EI-DBP volò con questa livrea fino all'ottobre 2012, quando venne accantonato. Nel marzo 2012 due ulteriori aerei della flotta Alitalia indossavano la livrea dell'alleanza: l'Embraer 190 EI-RND, consegnato proprio con questa livrea speciale, ed il Boeing 777-200ER EI-DDH. Il quarto velivolo SkyTeam, è stato dal novembre 2013 al 4 aprile 2021, l'Airbus A330-200 EI-DIR.

## Interni e servizio di bordo
Su tutti i voli Alitalia era presente la rivista mensile di bordo, l'Ulisse Magazine. A bordo di voli nazionali, il servizio gratuito prevedeva la scelta fra bevande fredde come acqua, bibite o succhi, e calde come tè o caffè. Sui voli internazionali veniva servita inoltre una confezione di snack dolci o salati ed è previsto il servizio di boutique di bordo, chiamato Griffair.

### Lungo raggio
Nei voli a lungo raggio di Alitalia, operati dagli Airbus A330-200 e dai Boeing 777-200ER, erano previste tre classi di viaggio: la Business Class, denominata Magnifica (C), la Premium Economy (Y+) e la Classe Economica, chiamata Economy (Y).
In tutte e tre le classi di viaggio erano previsti schermi personali per l'in-flight entertainment, la rete Wi-Fi e l'utilizzo del telefono cellulare GSM. In tutti i voli lungo raggio erano inoltre serviti uno o più pasti, a seconda della durata del volo. In tutte le classi di viaggio era inoltre possibile optare per un pasto speciale, da richiedere in fase di prenotazione del volo. Il cibo e il servizio comunque variavano a seconda della classe in cui si viaggia.
La classe Magnifica prevedeva il passaggio dai banchi Sky Priority durante la fase di check-in, l'accesso gratuito alle lounges Alitalia e convenzionate nell'aeroporto di partenza o di scalo e, a bordo, poltrone reclinabili a 180 gradi e un kit volo. La classe Premium Economy prevedeva il passaggio dai banchi check in prioritari e, a bordo, poltrone reclinabili di 120 gradi e, anche in questo caso un kit notte. La classe Economy, infine, prevedeva il viaggio in poltrone con una reclinazione inferiore a quelle delle classi Magnifica e Premium Economy. Veniva servito un solo pasto caldo e uno snack o la colazione; un terzo pasto, consistente in uno snack, veniva servito nei voli più lunghi di 11 ore.

### Corto e medio raggio
Si identificano con i voli di corto raggio i voli nazionali all'interno dell'Italia, e con medio raggio i voli con destinazione l'Europa, il Maghreb o il Medio Oriente. Questi voli erano operati o con gli Embraer E-Jets di Alitalia CityLiner o con i velivoli della famiglia Airbus A320. Nei voli di corto raggio era presente solo il servizio di bevande a scelta, mentre per i voli internazionali era previsto almeno un pasto.
La classe Business Class Medio Raggio, una volta chiamata Ottima, prevedeva il passaggio ai banchi check-in dedicati, l'accesso gratuito alle lounges e l'imbarco prioritario. A bordo, il posto centrale veniva lasciato libero e allestito a tavolino; sui voli internazionali, era inoltre servito un pasto caldo e dopo le ore 12:00 nei voli di durata superiore alle 2 ore, un aperitivo.
La classe Economy invece, prevedeva sui voli nazionali solo il servizio di bevande, sui voli internazionali uno snack e sui voli di durata superiore alle 3 ore un panino a scelta. Solo sui voli da e verso Tel Aviv-Ben-Gurion veniva servito un pasto caldo equivalente ai voli di lungo raggio.

### Le Lounges Alitalia
L'accesso alle lounges era riservato esclusivamente ai seguenti passeggeri Alitalia muniti di titolo di viaggio, in partenza o in transito:
- Business Class Lungo Raggio - Classe Magnifica
- Business Class Medio Raggio
- Soci dei Club Freccia Alata Plus, Freccia Alata e SkyTeam Elite Plus
- Titolari di carta Alitalia American Express Platino

## Programma fedeltà
Il programma frequent flyer di Alitalia era chiamato MilleMiglia ed era valido in ogni volo effettuato con Alitalia, con le compagnie dell'alleanza SkyTeam e con le altre società partner. Raggiunto un certo numero di miglia si accedeva di diritto ai club esclusivi Ulisse, Freccia Alata, Freccia Alata Plus e Freccia Alata per Sempre.
A fine 2012 Alitalia creò Alitalia Loyalty S.p.A. come unità autonoma e indipendente, a cui fu ceduta per 150 milioni di euro la gestione e lo sviluppo del Programma MilleMiglia.

## Incidenti e sicurezza
Nel corso della sua storia Alitalia fu coinvolta direttamente in 28 incidenti aerei, 10 dei quali mortali. A questi ne vanno aggiunti 2 nei quali rimasero coinvolte compagnie aeree operanti per suo conto. L'ultimo incidente aereo fatale che coinvolse direttamente Alitalia fu il volo Alitalia 404 del 14 novembre 1990, in volo da Milano-Linate, Italia a Zurigo, Svizzera. L'ultimo volo che causò perdite di persone gestito da una compagnia operante per conto di Alitalia fu il volo Alitalia 1553 del 25 febbraio 1999 da Cagliari a Genova, operato da Minerva Airlines.
La Jacdec, organizzazione tedesca che stila ogni anno l'indice di sicurezza delle varie compagnie aeree, nel 2020 ha attribuito ad Alitalia la 37ª posizione su 100 compagnie analizzate, e un punteggio di 0,112 (dove il punteggio corrispondente a maggior sicurezza è 0,0).

## Premi e riconoscimenti
Nel 2019 Alitalia ottenne da Skytrax una valutazione di 3 stelle su 5, piazzandosi alla 72ª posizione complessiva tra le linee aeree mondiali, in leggero miglioramento rispetto alla 75ª posizione dell'anno precedente.
Sempre nel 2019 Alitalia vinse per il decimo anno consecutivo il premio Best Airline Cuisine (Miglior cucina in una compagnia aerea) e per la seconda volta consecutiva il premio Best Business-Class Seat Design (Migliori sedili di classe Business), ambedue conferiti dalla rivista Global Traveler USA.

## Riferimenti normativi
- Art. 37 del Decreto-Legge 30 aprile 2019, n. 34 - Misure urgenti di crescita economica e per la risoluzione di specifiche situazioni di crisi
- Decisione (UE) 2022/795 della Commissione del 10 settembre 2021 sull’aiuto di Stato in favore di Alitalia SA.48171 (2018/C) (ex 2018/NN, ex 2017/FC) cui l’Italia ha dato esecuzione [notificata con il numero C(2021) 6659] (Il testo in lingua italiana è il solo facente fede) (Testo rilevante ai fini del SEE)